# トヨタ・ランドクルーザー J70
ランドクルーザー"70"（Land Cruiser "70"）は、トヨタ自動車が1984年（昭和59年）から製造・販売しているクロスカントリー車。「ランドクルーザー」シリーズのうち、ヘビーデューティー系に属する系譜の車両である。

## 概要
日本では長らく商用車（1ナンバーの普通貨物車）扱いであった。市場としてはオーストラリアが最も規模が大きく、鉱業や農業、人命救助といった場面でも多くの70系が活躍し、愛好家たちによるクラブ活動も盛んである。また、国際連合や非営利活動法人といった平和維持活動などの用途に向けて、ジブラルタルトヨタから様々なボディのランドクルーザーが販売されている。
幾度のスタイリングの変更と技術的更新（トヨタ流"カイゼン"の繰り返し）にもかかわらず、70系は40系から受け継がれたオフロード性能と耐久性を維持するように設計されている。「道が人を鍛える」「壊れるまで走り込む」といった開発思想で進化を続けていることから、常に高いオフロード性能と耐久性を実現し国内外で高い評価を受けている。また、整備性の高さも特徴であり、スペアパーツは40～60～70系の間で多くが流用できる。
名前については、型式番号が「J70型・70系」であることから、2014年以降のトヨタ公式では「ランドクルーザー"70"」と呼称されており、愛称としても定着している。
日本では販売期間やメカニズムの違いなどから、3世代に分けて扱われることが多いが、市場によっては生産が絶え間なく続いていた。この記事では、以下のとおりに世代を分けて解説する。
- #第1世代 - 1984年から2006年
- #第2世代 - 2007年から2022年
- #第3世代 - 2023年から現在

## 型式指定
もともと70から74までの型番は、2ドアのショートホイールベースとミディアムホイールベースを指していた。これらはFJ40など40系の後継車種である。モデル番号75、78、79はロングホイールベース版を指し、ピックアップと2ドアトゥループキャリアモデルがあった。これらは、FJ45など、あまり知られていないロングホイールベース40系の後継車である。モデル77（1990年 - 1999年モデル）と76は、一部の市場ではセミロングホイールベースの4ドアワゴンである。
1999年、トヨタはいくつかの改良を導入したことでモデル番号を変更し、ロングホイールベースモデルは78（トゥループキャリア）と79（ピックアップ）になった。2007年には76（4ドアワゴン）が追加され、新しいデュアルキャブモデルも79モデル（基本的に同じシャシー）のモデル番号を共有している。ショートホイールベースモデルは現在、一部の市場向けにのみ生産されており、日本には導入されていない。
すべてのランドクルーザーと同様に、モデル番号の先頭の文字は車両のエンジンを示している。70系ランドクルーザーのほとんど（ガソリン・ディーゼル両モデル）に直列6気筒や直列4気筒エンジンが採用される傾向にある。例外は、1999年に導入された直列5気筒の1PZディーゼルエンジン（PZJ70/73/77など）、2007年に一部市場で導入されたV型8気筒の1VD-FTVディーゼルエンジン、2009年に導入されたV型6気筒の1GR-FEガソリンエンジンが挙げられる。アフリカやボリビアなど排ガス規制の厳しくない市場向けの1HZディーゼルエンジンが最後の直6エンジンである。
エンジンに関係なく、5速マニュアルトランスミッションもしくは、4速/6速のオートマチックトランスミッションがハイ＆ローレンジのパートタイム四輪駆動トランスファーケースにパワーを供給する。
尚、71、78はライト系（70プラド）と型式の数字が重複している。
| 配置 | 項目                                        | 内容 |
| ---- | ------------------------------------------- | --- |
| 1    | 排出ガス規制識別記号 （日本国内販売車のみ） | - N 昭和57年度 - P 昭和58年度 - Q 昭和61年度 - S 昭和63年度 - U 平成元年度 - KB 平成5年度 - KC 平成6年度 - KG 平成9年度 - CBF 平成17年度 - 3DA 平成30年度 |
| 2    | 搭載エンジン                                | 下の「表1」を参照 |
| 3    | ファミリー                                  | ランドクルーザー、「Jeep」型車の略 |
| 4    | 基本型式                                    | 下の「表2」を参照 |
| 5    | タイプ                                      | - 無印 幌トップ - V バンもしくはFRPトップ(1999年以前) - G ワゴン - HV 大型フェンダー装着(1989年以降) - K 1999年サスペンション変更 - J ピックアップ - W （日本復活モデル、詳細不明） - L 左ハンドル（ジブラルタルトヨタ） - R 右ハンドル（ジブラルタルトヨタ） |
| 6    | トップ（1999年以降）                        | - R ハードトップ - F FRPトップ - K 幌トップ - T シングルキャブ - D ダブルキャブ |
| 7    | ドア（1999年以降）                          | - J 2ドア - K 4ドア |
| 8    | 変速機                                      | 下の「表3」を参照 |
| 9    | グレード                                    | 下の「表4」を参照 |
| 10   | その他                                      | - 無印 ターボなし(1989年以前) - X ターボあり(1989年以前) - S 車両総重量2,500 kg以下(1989年以降) - U 車両総重量2,500 kg超(1989年以降) - Y 前席が1+1セパレートシート(2023年以降) - S 前席が1+2ベンチシート(2023年以降)                                          |

- 例えば型式が「P-BJ74V-MNX」であれば、昭和58年度排出ガス規制に適合した13B-Tエンジンを搭載した、5速MTかつターボありでミドルホイールベースのFRPトップ・LXである。
- もしくは型式が「GDJ79L-DKTRY」であれば、1GD-FTVエンジンを搭載した、6速ATかつ前席がセパレートシートでスーパーロングホイールベースのダブルキャブピックアップトラックである。
- 例外はジブラルタルトヨタで販売されているトラック型救急車（TGSAMBPOD1L）と基本救命救急車（78トゥループキャリア、TGSBLSAMB781）のみである。

| ガソリンエンジン        | ガソリンエンジン | ガソリンエンジン               | ガソリンエンジン | ガソリンエンジン              | ガソリンエンジン                  | ガソリンエンジン                             |
| モデル番号の 先頭の文字 | エンジン 型式    | タイプ                         | 排気量 (cc)      | 最高出力 (kW (PS)/rpm)        | 最大トルク (Nm (kgfm)/rpm)        | 備考                                         |
| ----------------------- | ---------------- | ------------------------------ | ---------------- | ----------------------------- | --------------------------------- | -------------------------------------------- |
| F                       | 3F               | 直列6気筒 OHV                  | 3,955            | 114 (155) /4,200              | 294 (30.0)/2,200                  | 1984年 - 1992年 国内では消防用シャーシのみ   |
| R                       | 22R              | 直列4気筒 OHC                  | 2,366            | 85 (116)/5,100                | 186 (19.0)/3,200                  | 1984年 - 1990年 ランドクルーザーワゴンに搭載 |
| FZ                      | 1FZ-FE           | 直列6気筒 DOHC                 | 4,477            | 158 (215) /4,600              | 373 (38.0)/3,200                  | 1992年 - 2009年 日本国外向けのみ             |
| GR                      | 1GR-FE           | V型6気筒 DOHC VVT-i            | 3,955            | 170 (231) /5,200              | 360 (36.7)/3,800                  | 2009年 -                                     |
| ディーゼルエンジン      |                  |                                |                  |                               |                                   |                                              |
| モデル番号の 先頭の文字 | エンジン 型式    | タイプ                         | 排気量 (cc)      | 最高出力 (kW (PS)/rpm)        | 最大トルク (Nm (kgfm)/rpm)        | 備考                                         |
| B                       | 3B               | 直列4気筒 OHV 過流室式         | 3,431            | 72 (98)/3,500                 | 226 (23.0)/2,200                  | 1984年 - 1990年                              |
| B                       | 3B-II            | 直列4気筒 OHV 過流室式         | 3,431            | 69 (94)/3,500                 | 221 (22.5)/2,000                  |                                              |
| B                       | 13B-T            | 直列4気筒 OHV 直噴式 ターボ    | 3,431            | 96 (131)/3,400                | 284 (29.0)/2,000                  | 1984年 - 1990年                              |
| H                       | 2H               | 直列6気筒 OHV 過流室式         | 3,980            | 81 (110)/3,500                | 240 (24.5)/2,200                  | 1984年 - 1990年 日本国内は設定なし           |
| PZ                      | 1PZ              | 直列5気筒 OHC 過流室式         | 3,469            | 85 (116)/4,000                | 230 (23.5)/2,600                  | 1990年 - 1993年                              |
| HZ                      | 1HZ              | 直列6気筒 OHC 過流室式         | 4,164            | 99 (135)/4,000 96 (131)/3,800 | 279 (28.5)/2,200 284 (29.0)/2,200 | 1990年 - 1999年に出力とトルクを変更。        |
| HD                      | 1HD-FTE          | 直列6気筒 OHC 直噴式 ICターボ  | 4,164            | 144 (196) /3,200              | 431 (43.9) /1,200 - 3,200         | 2001年 - 2006年 日本国外向け                 |
| VD                      | 1VD-FTV          | V型8気筒 DOHC 直噴式 ICターボ  | 4,461            | 151 (205.3) /3,400            | 430 (43.8)/1,200                  | 2007年 - 日本国外向け                        |
| GD                      | 1GD-FTV          | 直列4気筒 DOHC 直噴式 ICターボ | 2,754            | 150 (204) /3,000 - 3,400      | 500 (51.0) /1,600 - 2,800         | 2023年 -                                     |

| ホイールベース                             | ボディスタイル                                | 型式の数字 | F   | R   | L   | FZ  | GR  | B   | H   | PZ  | HZ  | HD | VD  | GD  | 備考                             |
| ------------------------------------------ | --------------------------------------------- | ---------- | --- | --- | --- | --- | --- | --- | --- | --- | --- | -- | --- | --- | -------------------------------- |
| ショート: 2,310 mm                         | 2ドア幌トップ、バンタイプ、トゥループキャリア | 70         | Yes | Yes | -   | Yes | -   | Yes | -   | Yes | Yes | -  | -   | -   | RJ70はランドクルーザーワゴン     |
| ショート: 2,310 mm                         | 2ドア幌トップ、バンタイプ、トゥループキャリア | 71         | -   | -   | Yes | Yes | Yes | Yes | -   | -   | Yes | -  | -   | Yes | LJ71はランドクルーザーワゴン     |
| （空欄）                                   | （空欄）                                      | 72         | No  | No  | No  | No  | No  | No  | No  | No  | No  | No | No  | No  | これに該当するモデルは存在しない |
| ミドル: 2,600 mm                           |                                               | 73         | -   | Yes | -   | Yes | -   | Yes | Yes | Yes | Yes | -  | -   | -   | RJ73はランドクルーザーワゴン     |
| ミドル: 2,600 mm                           | 4ドアバン                                     | 74         | -   | -   | -   | Yes | -   | Yes | -   | -   | Yes | -  | -   | -   |                                  |
| ロング: 2,980 mm                           |                                               | 75         | -   | -   | -   | Yes | -   | -   | Yes | Yes | Yes | -  | -   | -   | 日本未発売                       |
| セミロング: 2,730 mm                       | 4ドアワゴン                                   | 76         | -   | -   | -   | Yes | Yes | -   | -   | -   | Yes | -  | Yes | Yes | 国外向けおよび国内消防用シャーシ |
| セミロング: 2,730 mm                       | 4ドアバン                                     | 77         | -   | -   | -   | Yes | -   | -   | -   | Yes | Yes | -  | -   | -   |                                  |
| ロング: 2,980 mm                           | 2ドアトゥループキャリア                       | 78         | -   | -   | -   | Yes | Yes | -   | -   | -   | Yes | -  | Yes | Yes |                                  |
| スーパーロング: 3,180 mm                   | 4ドアピックアップ                             | 79         | -   | -   | -   | Yes | Yes | -   | -   | -   | Yes | -  | Yes | Yes | 国外向けおよび国内消防用シャーシ |
| ウィンチを装着すると全長が120 mm長くなる。 |                                               |            |     |     |     |     |     |     |     |     |     |    |     |     |                                  |

| マニュアルトランスミッション     | マニュアルトランスミッション | マニュアルトランスミッション | マニュアルトランスミッション | マニュアルトランスミッション | マニュアルトランスミッション | マニュアルトランスミッション | マニュアルトランスミッション | マニュアルトランスミッション | マニュアルトランスミッション | マニュアルトランスミッション | マニュアルトランスミッション | マニュアルトランスミッション                                          |
| 番号                             | 変速機                       | 1速                          | 2速                          | 3速                          | 4速                          | 5速                          | 6速                          | 後退                         | 減速比                       | 副変速比(高)                 | 副変速比(低)                 | 備考                                                                  |
| -------------------------------- | ---------------------------- | ---------------------------- | ---------------------------- | ---------------------------- | ---------------------------- | ---------------------------- | ---------------------------- | ---------------------------- | ---------------------------- | ---------------------------- | ---------------------------- | --------------------------------------------------------------------- |
| 不明                             | H41F                         | 4.843                        | 2.618                        | 1.516                        | 1.000                        | -                            | -                            | 4.843                        | 3.700                        | 1.000                        | 1.963                        | 3F型エンジン搭載車 1984年 - 1993年 日本国内は設定なし                 |
| M                                | H55F                         | 不明                         | 不明                         | 不明                         | 不明                         | 不明                         | -                            | 不明                         | 不明                         | 不明                         | 不明                         | 3F型エンジン搭載車 1984年-1992年                                      |
| M                                | H55F                         | 4.843                        | 2.618                        | 1.516                        | 1.000                        | 0.845                        | -                            | 4.843                        | 4.111                        | 1.000                        | 1.960                        | 3B型エンジン搭載車 1984年 - 1990年                                    |
| M                                | H55F                         | 4.843                        | 2.618                        | 1.516                        | 1.000                        | 0.845                        | -                            | 4.843                        | 4.111                        | 1.000                        | 1.963                        | 1HZエンジン搭載車 1984年 - 1999年                                     |
| 不明                             | H151F                        | 4.081                        | 2.294                        | 1.490                        | 1.000                        | 0.881                        | -                            | 4.313                        | 4.300                        | 1.000                        | 2.488                        | 1FZ型エンジン搭載車 1992年 -                                          |
| M                                | R151F                        | 4.313                        | 2.330                        | 1.436                        | 1.000                        | 0.838                        | -                            | 4.220                        | 4.111                        | 1.000                        | 1.963                        | 1PZ型エンジン搭載車 1990年 - 1994年                                   |
| M                                | R151F                        | 4.313                        | 2.330                        | 1.436                        | 1.000                        | 0.838                        | -                            | 4.220                        | 4.300                        | 1.000                        | 2.295                        | 1HZ搭載車 1999年-                                                     |
| オートマチックトランスミッション |                              |                              |                              |                              |                              |                              |                              |                              |                              |                              |                              |                                                                       |
| 番号                             | 変速機                       | 1速                          | 2速                          | 3速                          | 4速                          | 5速                          | 6速                          | 後退                         | 減速比                       | 副変速比(高)                 | 副変速比(低)                 | 備考                                                                  |
| P                                | A440F                        | 2.950                        | 1.530                        | 1.000                        | 0.717                        | -                            | -                            | 2.678                        | 4.111                        | 1.000                        | 1.960(1984) 2.295(1992)      | 2ウェイOD付電子制御式4速 1985年 - 1999年、H55F型に対して車重は40 kg増 |
| P                                | A442F                        | 2.950                        | 1.530                        | 1.000                        | 0.765                        | -                            | -                            | 2.678                        | 4.100                        | 1.000                        | 2.295                        | 上のA440F型に扁平トルコンを採用 1999年 - R151F型に対して車重は40 kg増 |
| T                                | AC60E                        | 3.600                        | 2.090                        | 1.488                        | 1.000                        | 0.687                        | 0.580                        | 3.732                        | 4.300                        | 1.000                        | 2.488                        | フレックスロックアップ付スーパーインテリジェント6速                   |

| 番号 | グレード | 備考 |
| ---- | -------- | --- |
| R    | STD      | 1984年- ショートにはバンタイプと幌タイプが、ミドルにはFRPトップが用意されるが、ターボモデルはない シート素材は塩ビレザー                                                                            |
| N    | LX       | 1984年- ショートにはバンタイプが、ミドルにはFRPトップが用意される シート素材はファブリック 2014年30周年記念モデルではグレードは明記されていないものの、型式からこのグレードに等しいものと考えられる |
| N    | AX       | 2023年日本復活モデルに唯一設定されたグレード シート素材は合成皮革+ファブリック |
| E    | ZX       | 1989年- ミドルにはFRPトップが用意される シート素材は専用ファブリック |

## 特徴

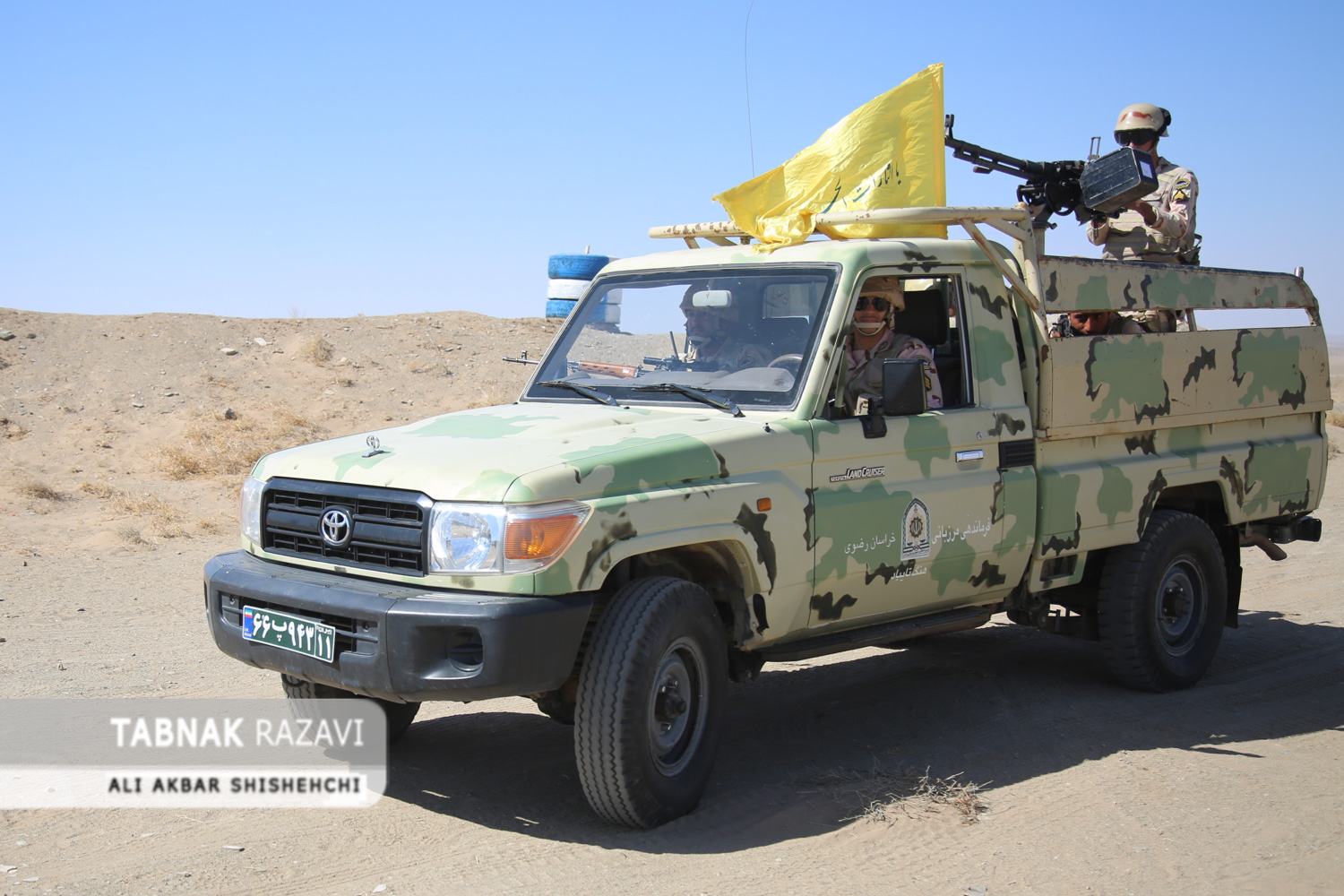
イラン国境警備隊仕様

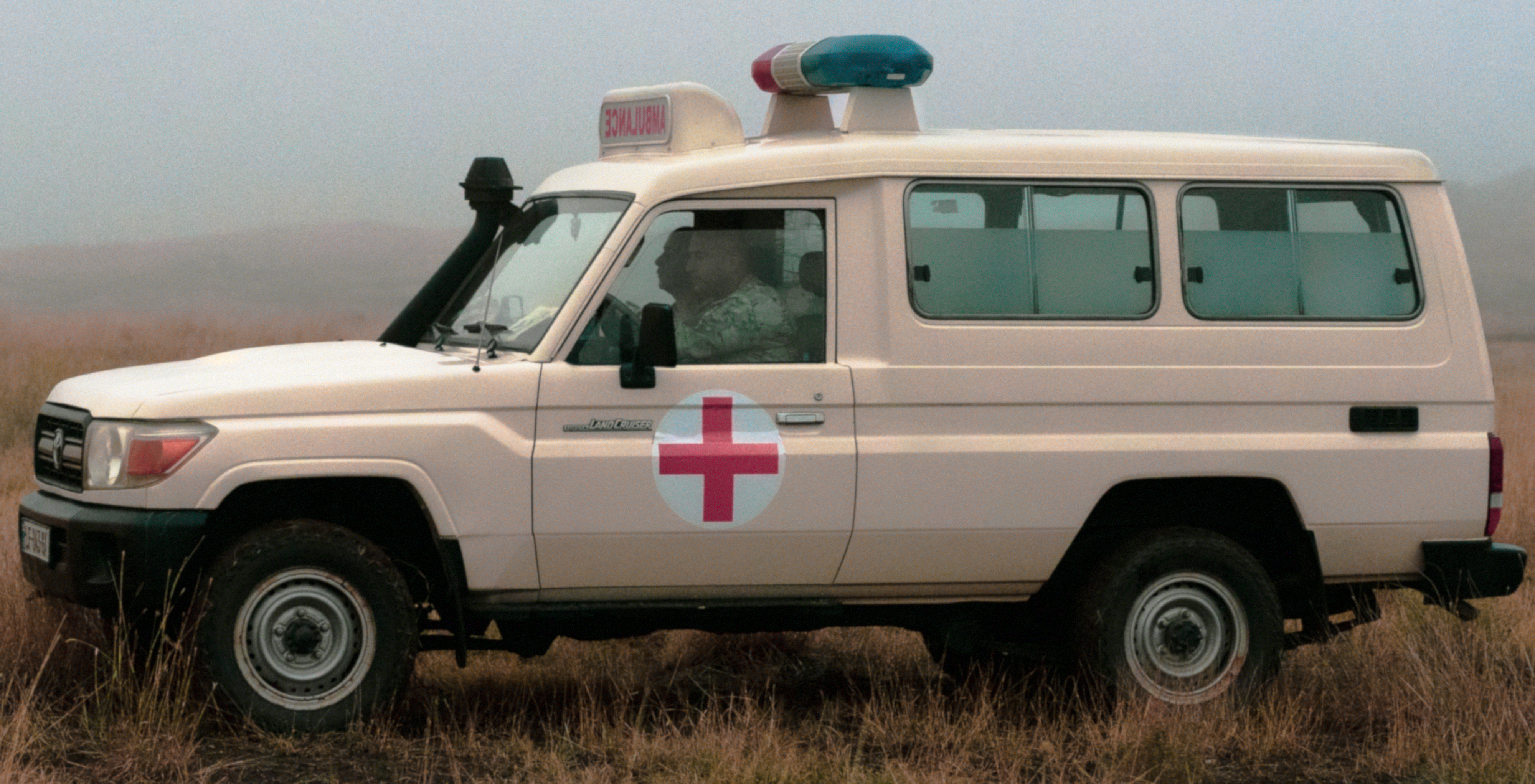
トゥループキャリアがベースの救急車

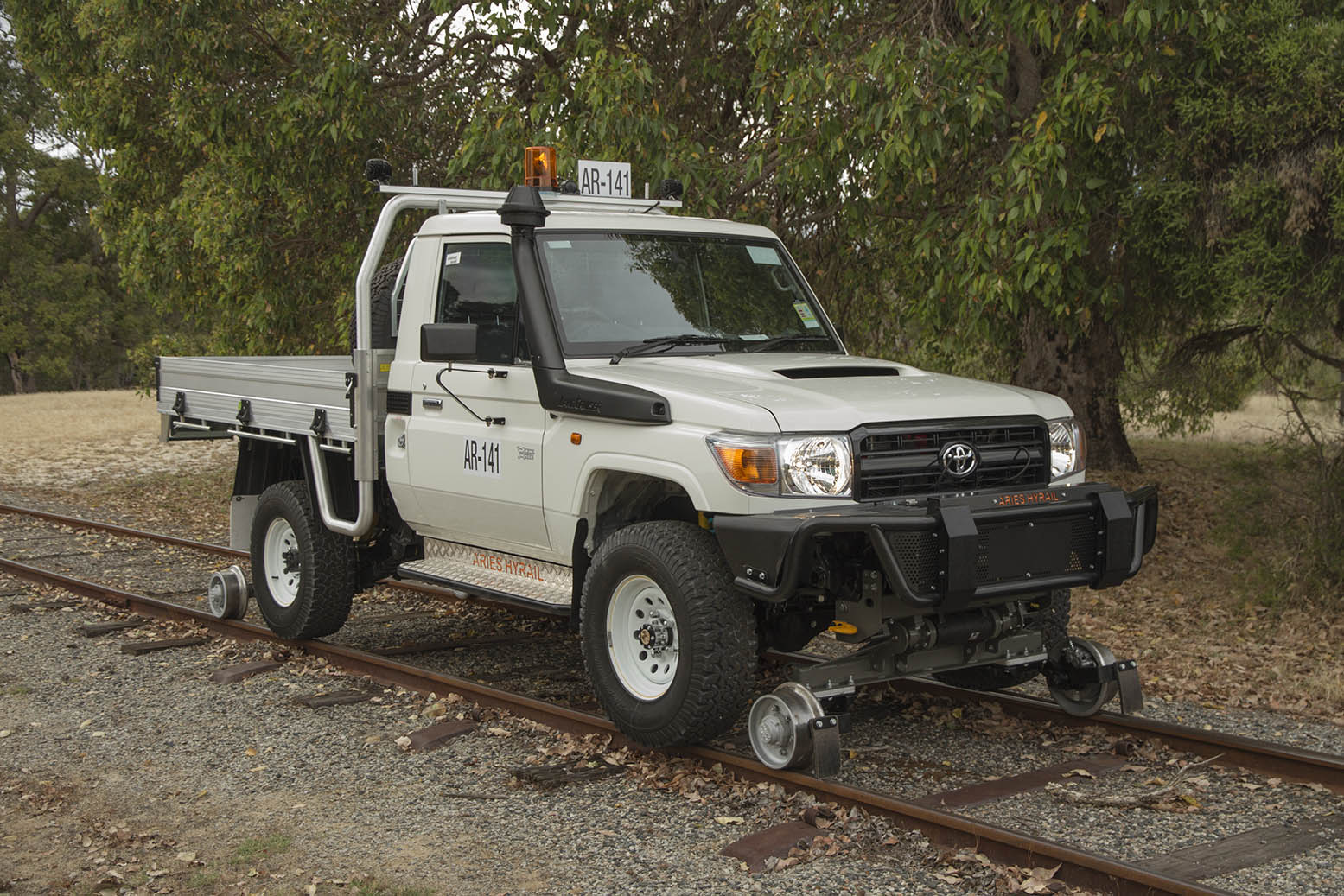
線路点検車両

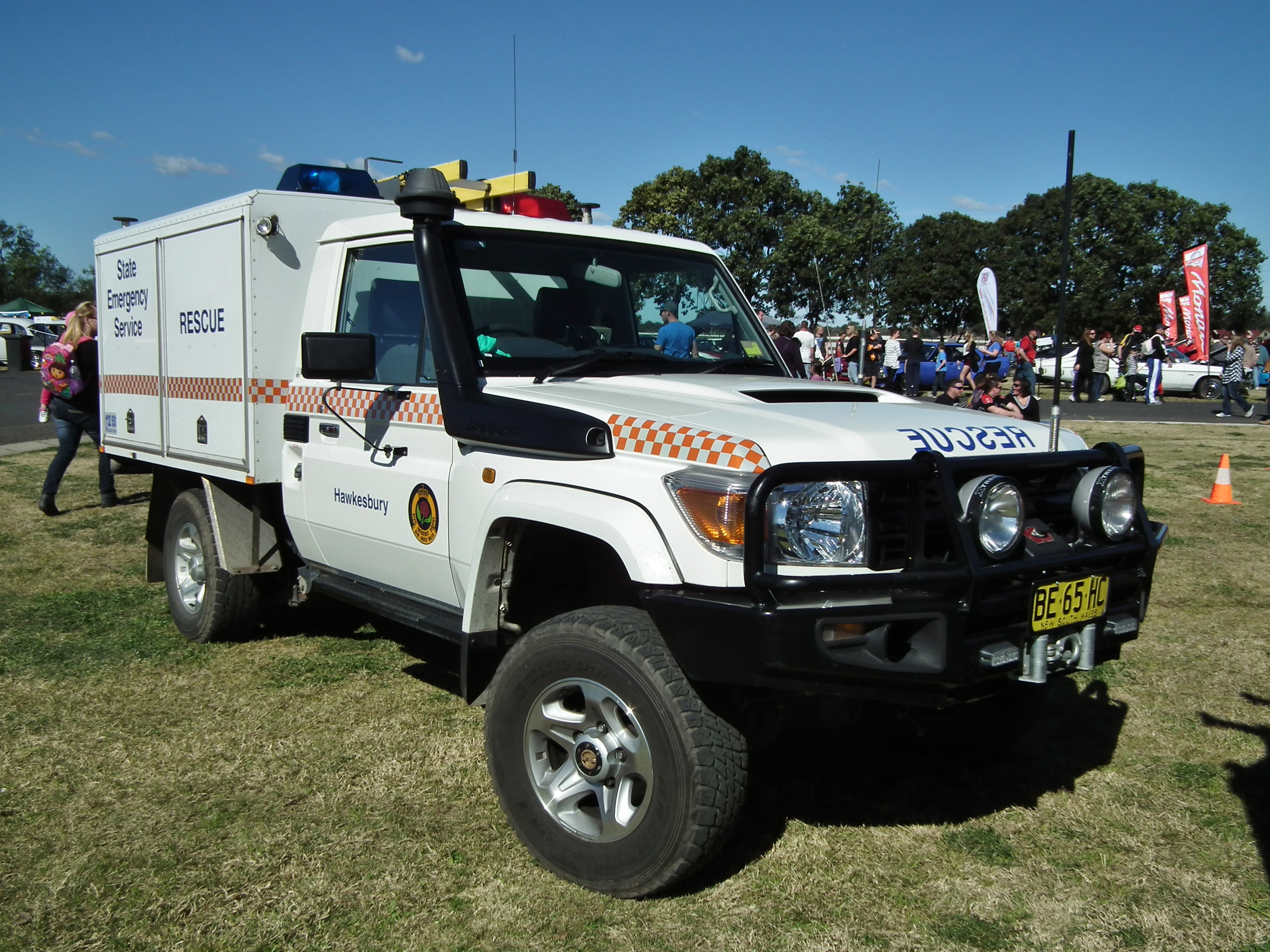
シングルキャブシャーシをベースにしたトラック型救急車

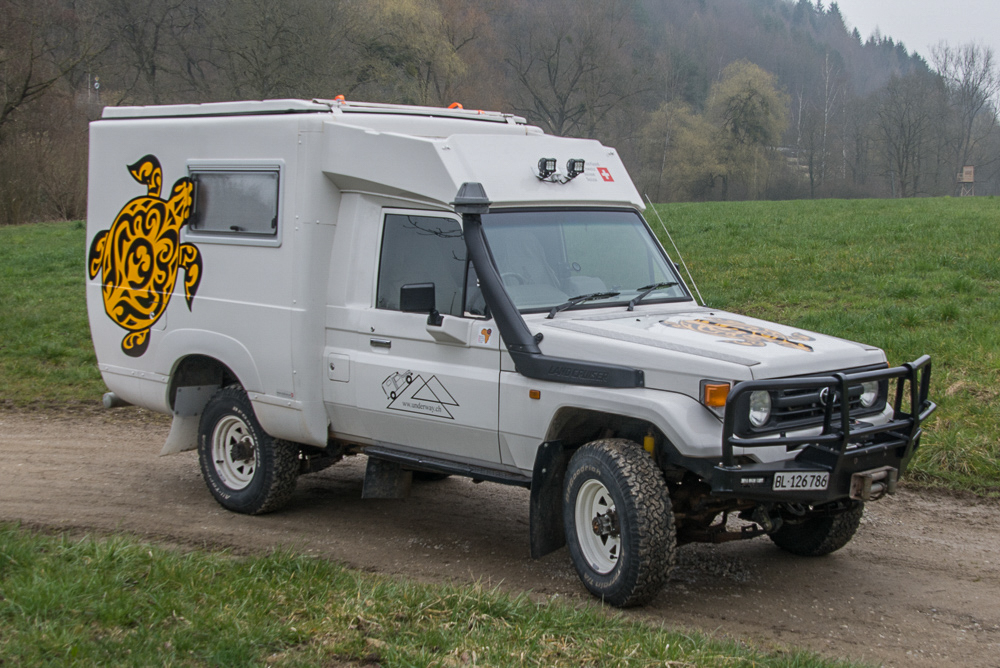
キャンピングカー

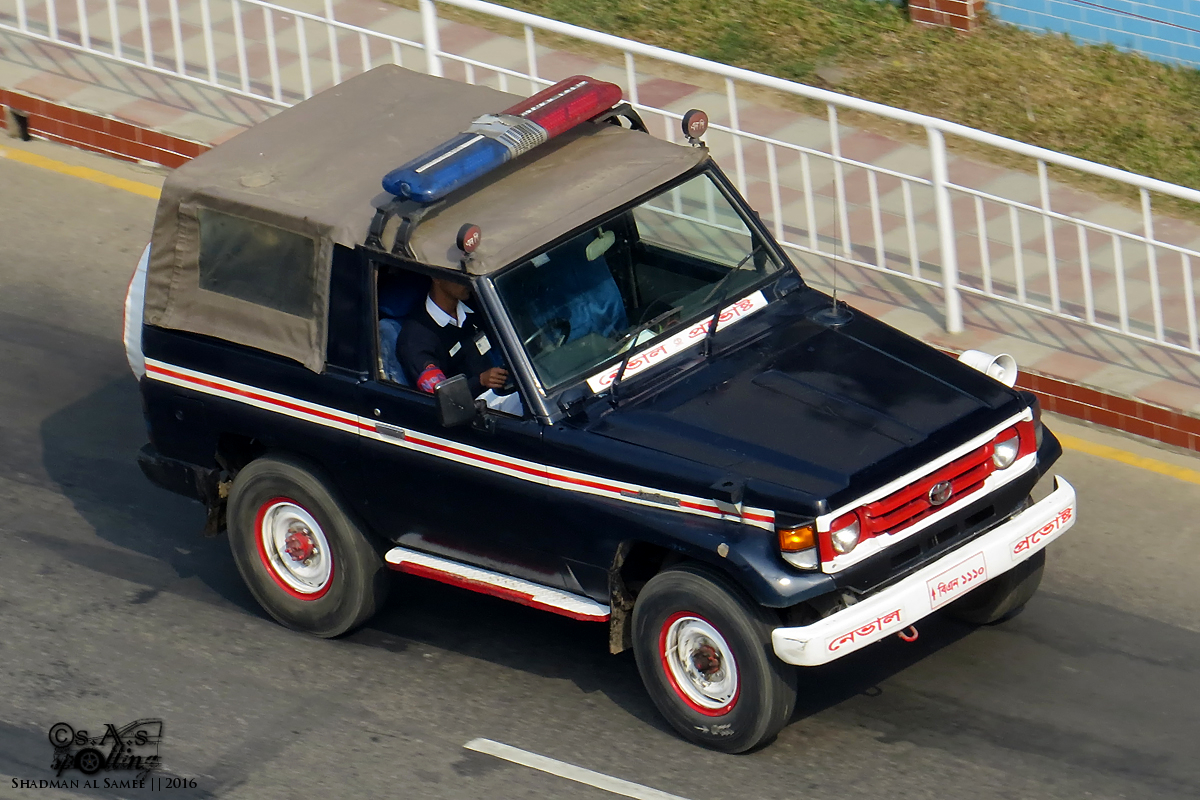
バングラデシュ海軍のパトロールカー

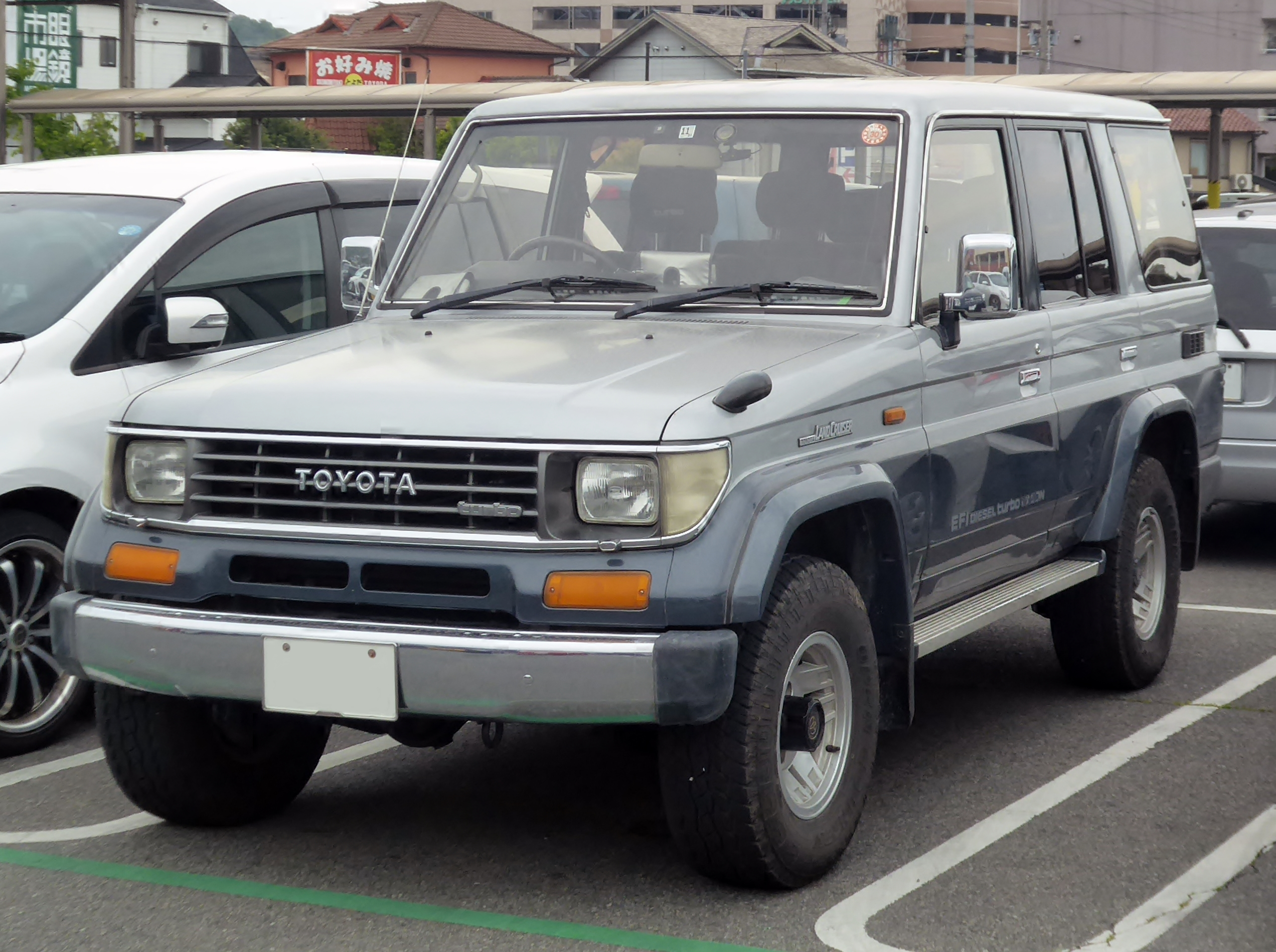
ランドクルーザープラド。後に系譜から独立する。

70系ランドクルーザーは、側方に2ドアまたは4ドアのボディを持ち、グリルはメッシュまたは3本の水平バーで構成される。グリル下のシートメタルには、さらに3本の水平スロットが一列に並ぶ。フロントウインカーは正方形で、その下に三角形の白いレンズ・エレメントがあり、フェンダーの上、各ヘッドランプのすぐ外側のフロント・クリップの垂直エッジに取り付けられている。トップはハードまたはソフト。ドアはハードタイプで、窓はロールアップ式。テールランプは縦に長い長方形で、リア・ボディワークの低い位置にはめ込まれている。リアドアは対になったスイングアウト式の「観音開きドア」で、スペアタイヤが装備できる。一部の軍用仕様のフロントガラスはボンネットまで折りたためる。
70系ランドクルーザーは「バン」と「ワゴン」に大別される。前身となる40系はパワーや積載量、耐久性で一定の評価を得ていたものの、燃料効率や高速時の安定性については改善の余地があった。また、70系が登場した当時は排気量の少ない四輪駆動車や機能性とファッション性を求めるレジャー指向の強い車両の需要が高まっていたこともあり、40系由来の堅牢なモデルと、当時のニーズに適した実用モデルの2タイプが必要だった。いずれも40系の強みを継承しつつ、外観と居住空間を当時のトレンドに合わせながら、最新技術を結集して開発された。
プラドに発展した一部のライトデューティモデルを除き、発売当初の70系はすべてリーフスプリングの固定式リジットアクスルを採用している。（型式70ショート、73ミドル、77セミロング、75ロング）1999年にリーディングアーム付きコイルスプリング式フロントサスペンションを採用し、フロントリジットアクスルをわずかに軽量化するまでは、フロントの固定リジットアクスルはリーフスプリング式だった。また、1999年からはフロントにオーバーハングが無いコイルスプリングを採用し、リアのリーフスプリングが延長され、ホイールトラベル（アーティキュレーション）が拡大された結果、乗り心地が向上した。（型式71ショート、74ミドル、76セミロング、78トゥループキャリア、79ピックアップ）
「トゥループキャリア」とは英語で「兵員輸送車」を意味するが、ドライバーに加えて6人以上の乗客が座れる四輪駆動のオフロード車を指す言葉でもある。第1世代の日本仕様のカタログでは、ショートボディおよびミドルボディに関しては「FRPトップ」として掲載されていた。セミロングボディ以上の大きさであれば、2列目シートの後ろに、内壁に面する形で簡易的なベンチシートが備わっている。さらに、ハードトップと比較してハイルーフとなる。
2025年現在、ショートホイールベースモデルの日本国内での新車販売は行われていないが、一部の南米諸国では現在も販売されており、豊田市にあるトヨタ車体吉原工場で生産されている。
固定式フロントアクスルは、マニュアルロックハブを備えたフルフローティングデザイン。同じく固定式のリヤアクスルにはセミフローティングとフルフローティングのバリエーションがある。一部の市場では、デフロック（フロントおよびリア）が選択可能なメーカーオプションとなっている。
世界向けには、全クラスのランクルで伝統的にSTD（スタンダード）をはじめとするロワーグレードの設定があり、エアバッグ表記のレス仕様（主に中東地区向。表記がなくなっただけで、エアバッグの機能は残っている）、ABSなし（LSPVは装備）、サイドステップなし、オーバーフェンダーなしのナローボディー、日本向け30周年記念モデルのピックアップでも設定されたチューブ入りタイヤ＆スチールホイール、ビニール内装、フロント3人掛けベンチシート + 荷室向かい合わせシート（ショート最大7人、ミドル最大9人、トゥループキャリア最大13人乗り）などのバリエーションがある。
エアコンやラジオなどの基本的な快適装備は利用可能だが、70系にはより高価なステーションワゴン系（80、90、100、200型）に対して洗練された豪華装備の多くが取り付けられていない。キーに関しても整備性を考慮して、2023年に発売されたモデルでもずっとアナログキーのままである。70系ランドクルーザーは通常MTを搭載していたが、FJ73（1985-1992）、BJ74、HZJ73/77（1990-1999）、HZJ74/76K（1999-2004）など一部のモデルには4速ATが用意されていた。2023年に発表された日本仕様は6速ATのみの販売となる。
2022年現在、改良されたロングホイールベースのHZJ79は、キャブとシャシーの両方、またはボックス、ABS、エアバッグ、および利用可能なデファレンシャルロッカーを備えた完成GCCモデルとして利用可能である。
2024年現在、ジブラルタルトヨタで販売されているモデルには例外なく、通称「シュノーケル」と呼ばれる吸気ダクト延長パーツが右側のフロントフェンダーに取り付けられている。

## 年表

### 第1世代
ボディは、2ドアショートにハードトップの「バンタイプ」と「幌トップ」を設定。2ドアミドルに「バンタイプ」とFRPトップを設定。後から追加されたセミロングには通常4ドアボディと、4ドア試作車 （ミドル BJ73V改、74V改 リアドア形状は2種類ある。名古屋トヨタディーゼルを通じて販売）がある。ロングには、2ドアハードトップ（トゥループキャリア）を設定し、日本国外向けおよび国内消防用シャーシのロング、スーパーロングには、ピックアップとキャブシャーシを設定した。
- 1984年11月2日、それまでの40系に代わりデビュー[14][15]。
  - 足回りは前後共にリーフスプリングとリジッドアクスルの組み合わせを採用。
  - 当初のグレード体系はミドルのFRPトップとショートのバンタイプがLXとSTD、ショートの幌タイプがSTDのみ用意された。
- 1989年12月、それまでのグレードとエンジンを廃止して、LXとSTDには1PZディーゼルエンジン、ミドルの新グレードZXには1HZディーゼルエンジンが搭載された。グリルのデザインがスリット状に変更されている[16]。
- 1990年4月、ミドルボディに代わる形で4ドアのセミロングボディが登場。ウィンチが装着可能なSTDとその上級グレードのLX、1HZディーゼルエンジンを搭載するZXがラインナップ[17]。
- 1990年4月13日、ワゴンタイプが「プラド」として新発売[18]。ここから、ワゴンタイプは「ライトデューティー」路線を歩むことになり、開発におけるコンセプトの違いから袂を分かつことになる。
- 1995年9月、STDグレードと1PZディーゼルエンジン搭載を廃止。LXグレードについて、ミドルボディのFRPトップ仕様にはAパッケージ（5速MTのみ選択可、メカニカルウィンチを標準装備）、ショートボディのバンタイプにはBパッケージ（5速MTのみ選択可、フルフロート、前後電動デフロック、メカニカルウィンチ、グリルガードを標準装備）を追加。2ドアLXは自動車NOx法に基づく使用車種規制の対象となる[19]。
- 1999年8月4日、マイナーチェンジ[20]。メッキ処理を施したフロントグリルやワイド感を強調したフロントコンビネーションランプが取り付けられる。フロントディスクブレーキを16インチにサイズアップした。4.2リットルディーゼルエンジンは、最新の排出ガス規制に適合、トルクを向上させた。
  - 前軸のみリジッドリーフからリーディングアーム（3リンク）+コイルスプリングに変更となる。これにあたって、80系の部品を70系に移植することが計画された。2023年現在でもこの構造は現役である。このとき転用した前軸の部品は105系のサスペンションにも使われている[4]。
- 2001年、ヨーロッパ向けモデルが生産終了。この時期までに、ショートボディの日本市場での販売を中止している。
- 2004年7月、自動車NOx・PM法の影響で日本国内での販売終了。

1984年 - 2004年の販売時期は、ピックアップについてはハイラックスとの重複を考慮して日本国内および北米などハイラックス4WD（当時）の販売エリアでは一般向けに発売されず、逆に新興国などランドクルーザー70 ピックアップの販売エリアではハイラックス4WDは販売されていない。
生産時期はグリル周りのデザインを見ると判別しやすい。前期型（1984年11月 - 1989年11月）は正方形のメッキパーツに丸型ヘッドランプが埋め込まれており、長方形のメッシュグリルが特徴である。中期型（1989年11月 - 1999年7月）ではメッキパーツで全体を縁取りし、直交したバーで構成される樹脂製グリルに変更されている。後期型（1999年8月 - 2007年2月）は端に厚みを持たせた3本の水平バーで構成されたスリットグリルとなっている。

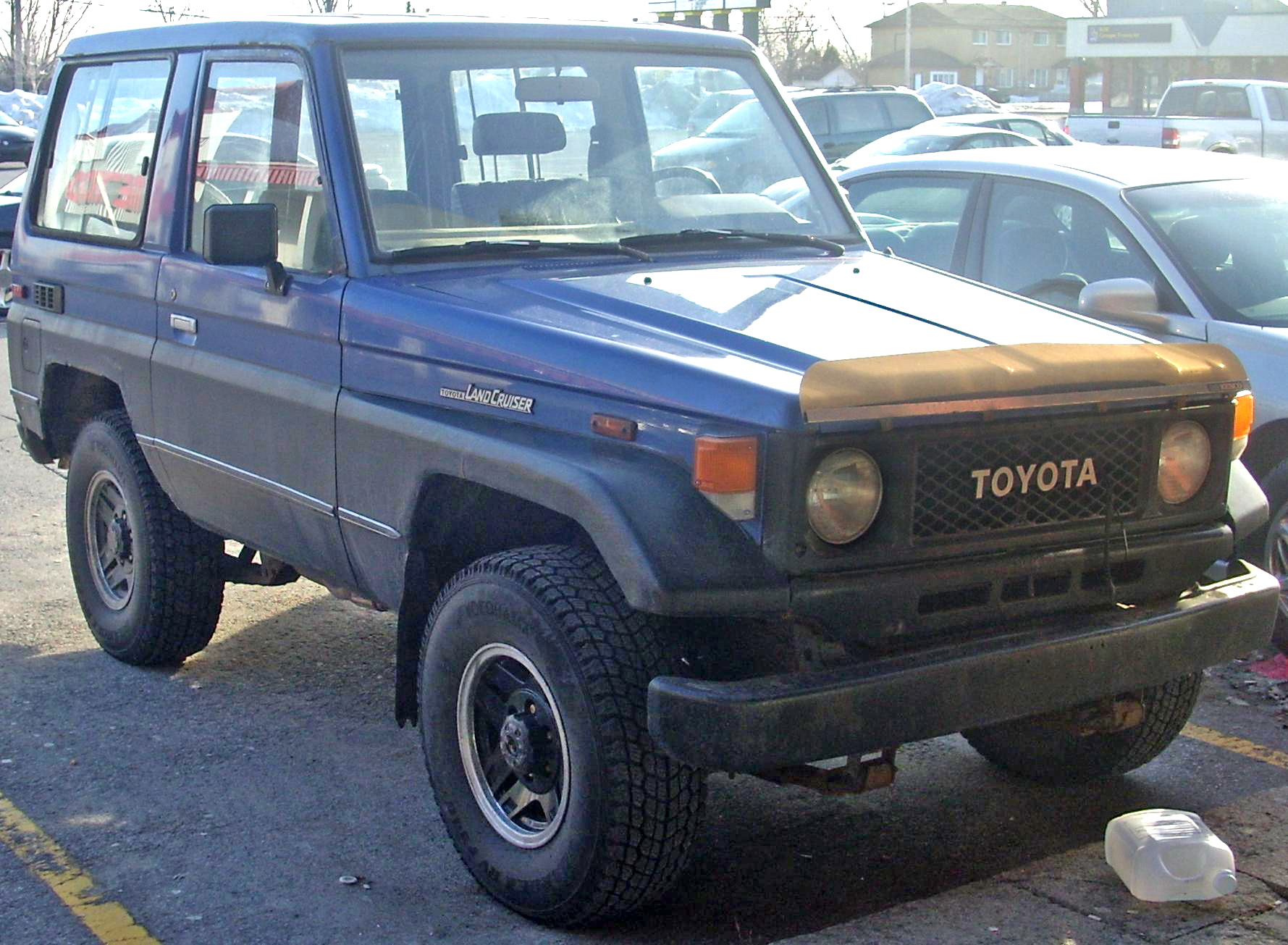
FJ70LV ショート ハードトップ
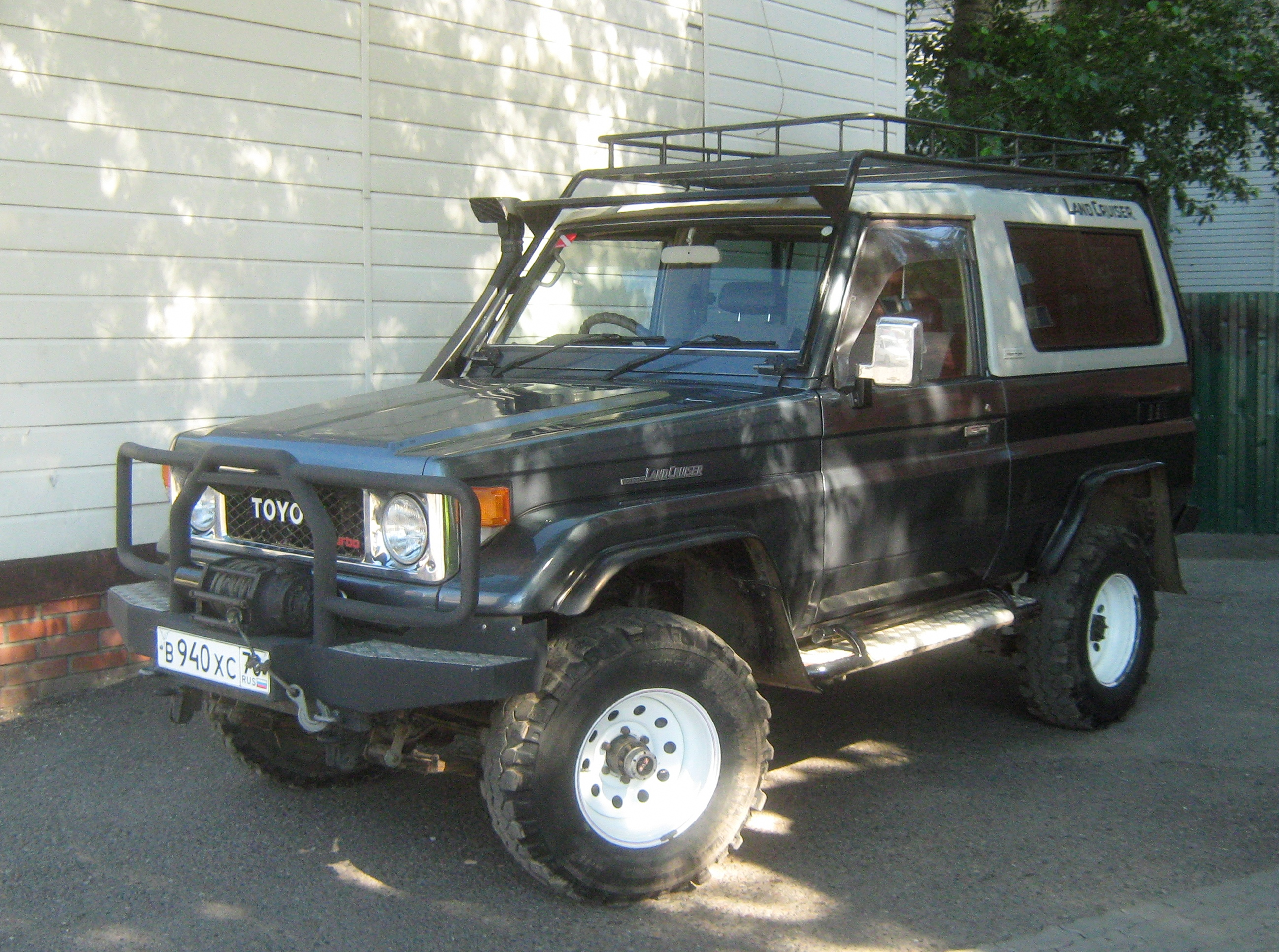
ショート FRPトップ
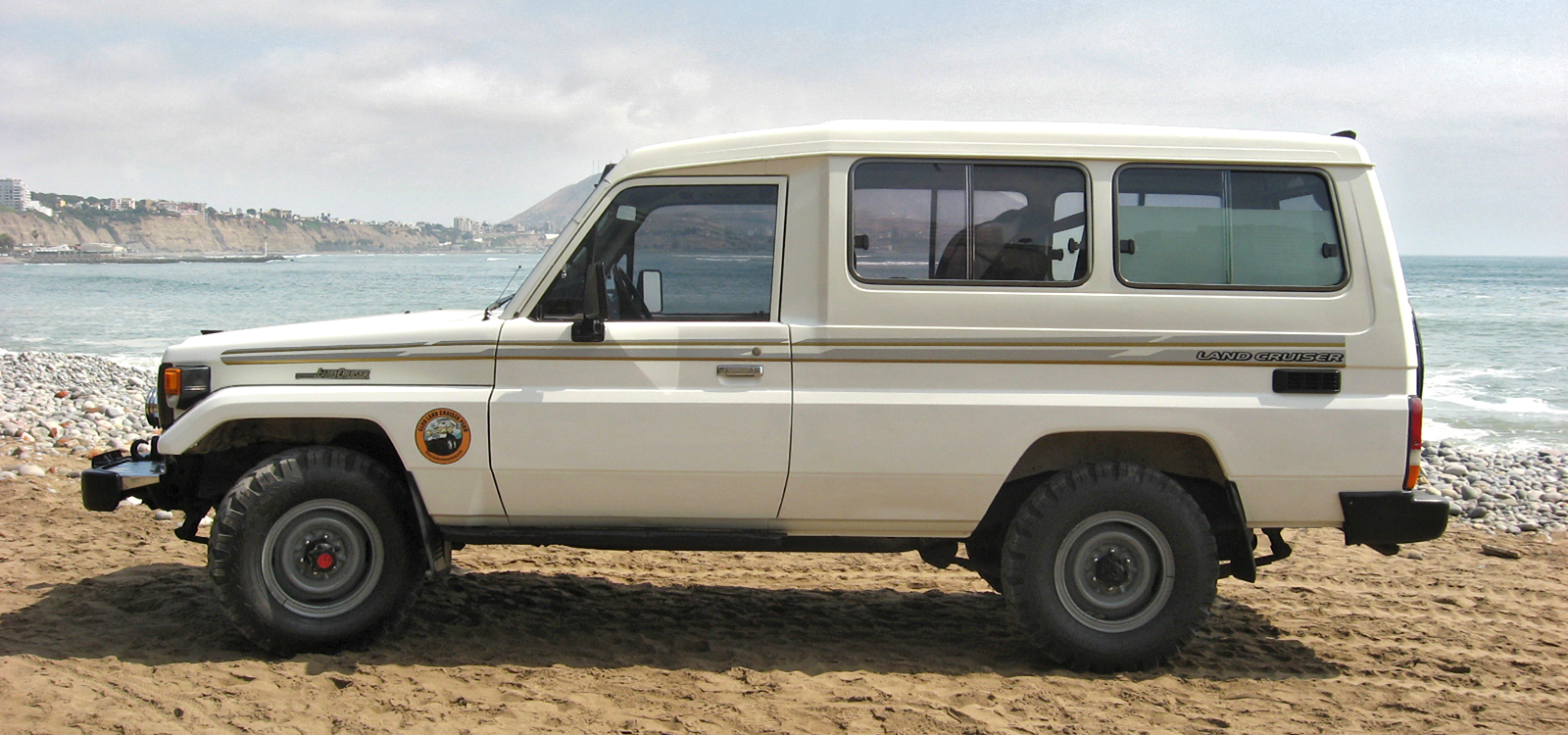
HZJ73LV ロング トゥループキャリア 4.2
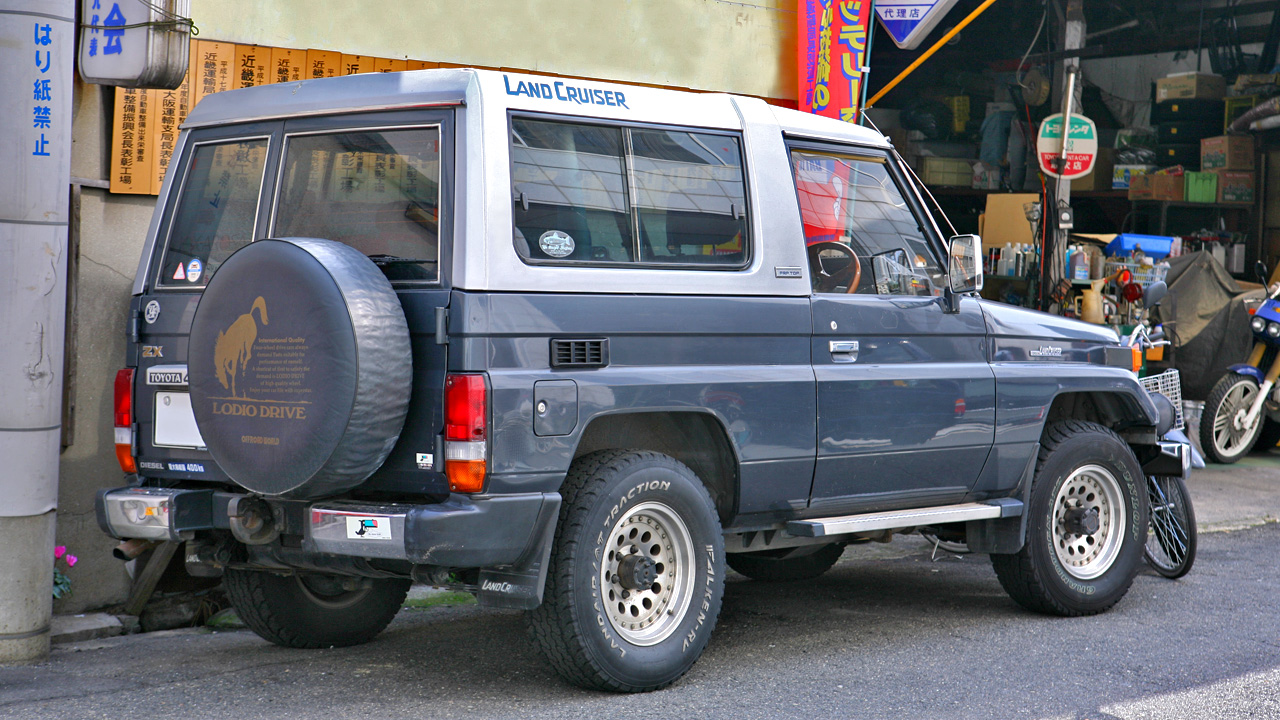
HZJ73V ミドル FRPトップ 4.2ZX（日本国内仕様）
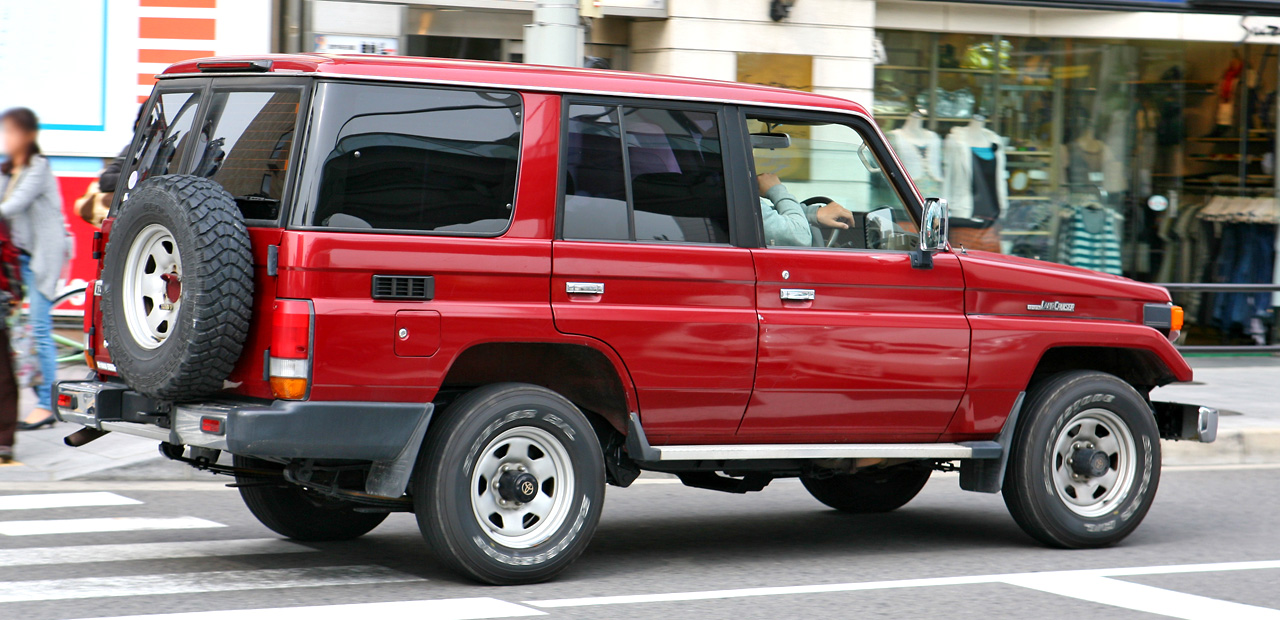
HZJ77V セミロング バン 4.2LX（日本国内仕様）
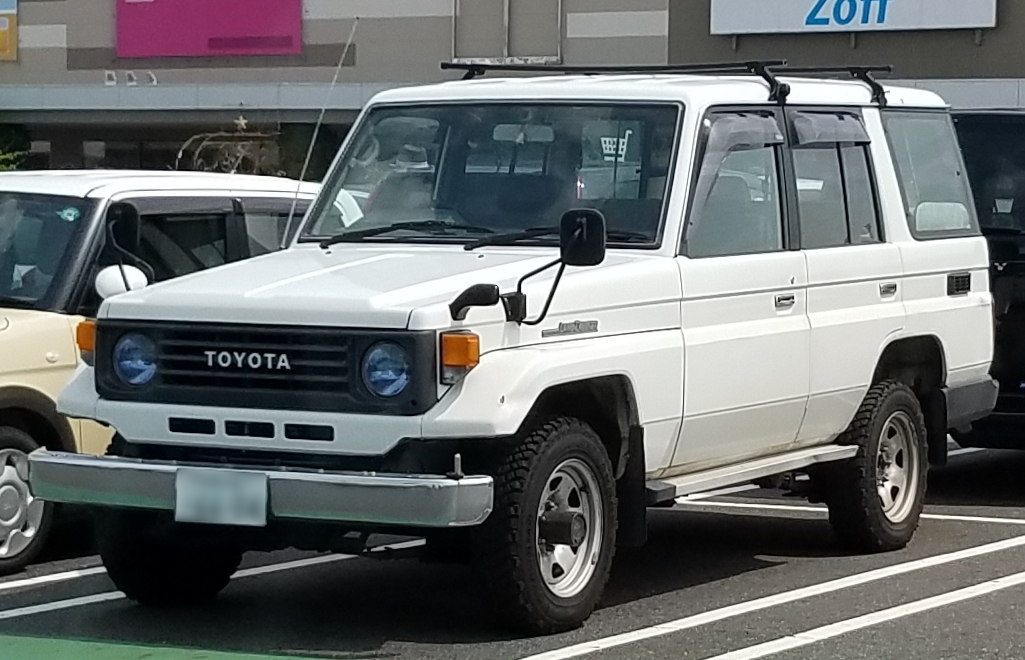
セミロング バン LX 前期型と同様に「TOYOTA」バッジを着けているが、グリルの形状から中期型だと考えられる
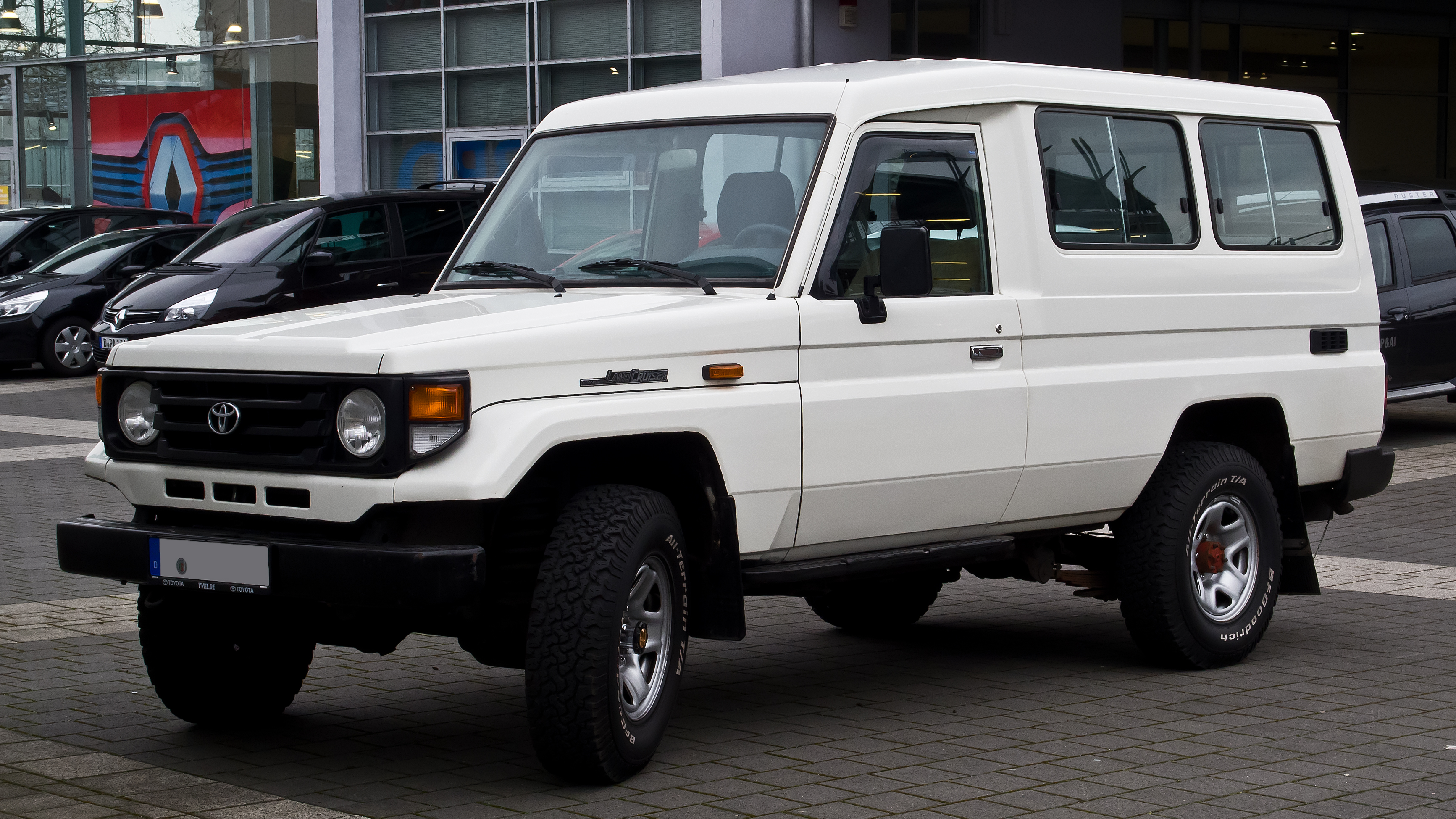
ロング トゥループキャリア（後期型）
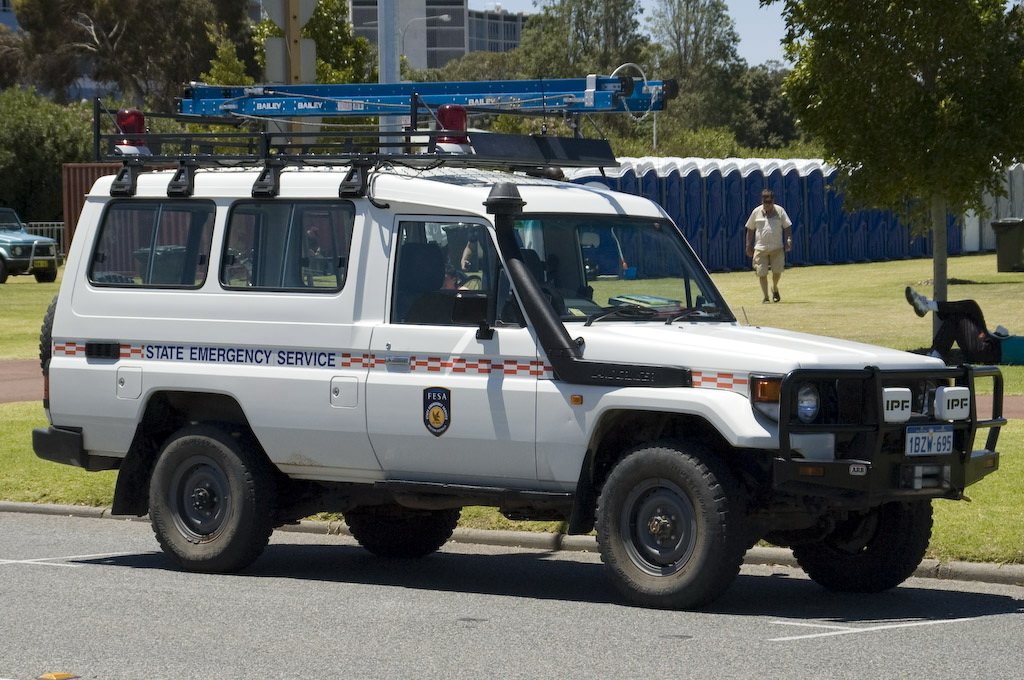
ロング トゥループキャリア サブタンク用の給油口（後側）を持つ
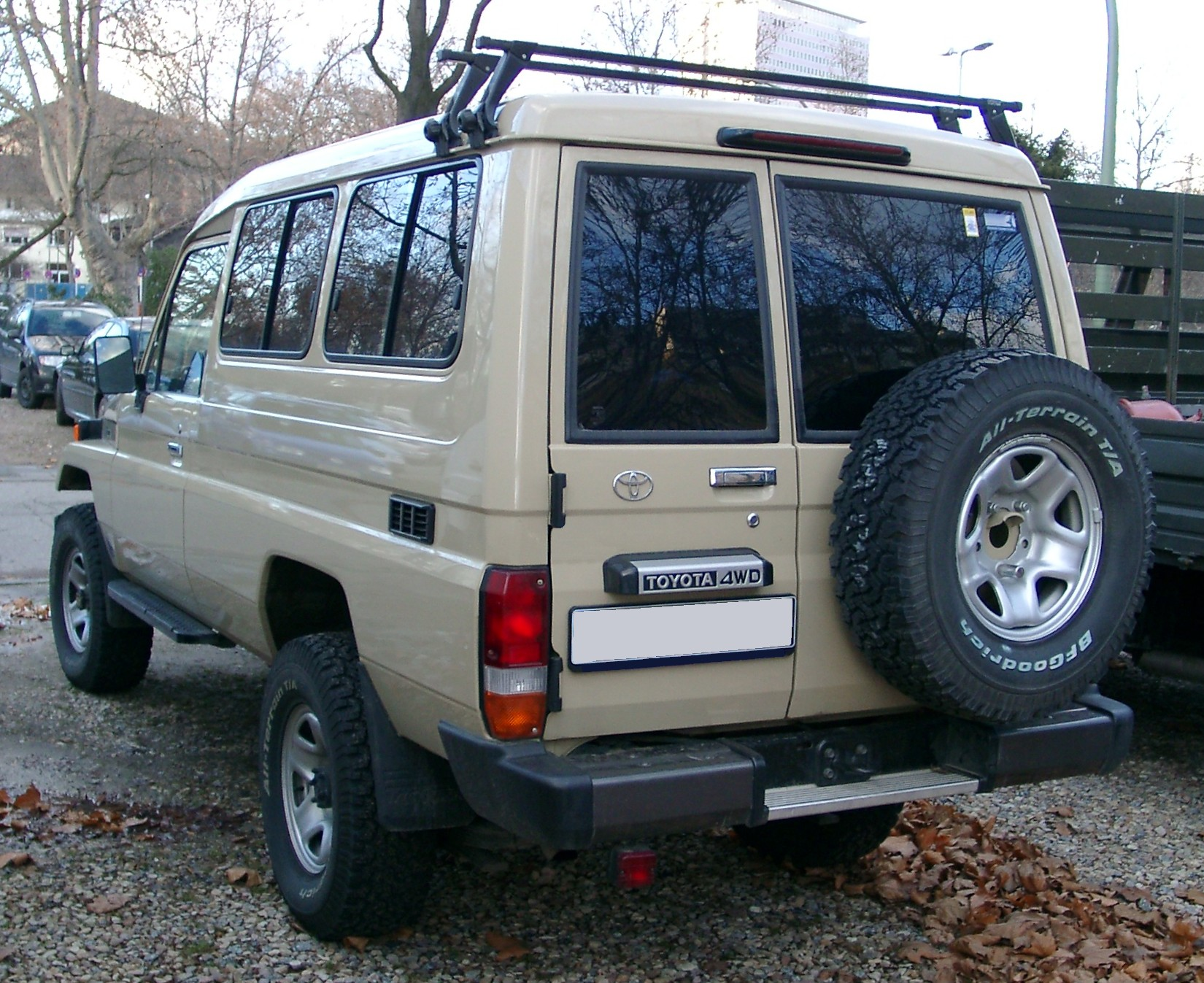
ロング トゥループキャリアの後部ドア

### 第2世代
- 2007年3月、オーストラリアを皮切りに、フロント周りの意匠を大幅変更した新型がデビューした。1984年のデビュー以降、これまでフロントマスクの変更は3度行われているが、ボンネット全体が大きく変更されたのはこれが初めてとなる。それまで40型系から採用されていたトレードマークのフラットフェンダーが排除された。
  - 当初は同じくオーストラリアで施行されたユーロ4排ガス規制に準拠しているプラド系の1KD型エンジンを使用する案もあったが、過積時に動力性能が損なわれるリスクがあったため、V型8気筒ディーゼルエンジンを採用した。
  - WAGONが新たに設定され、かつては日本国内専用であった4ドア・セミロングホイールベースが再びカタログモデルとなった。一方で、2ドア・ミディアムホイールベースの74系が廃止された。
  - ベネズエラで50周年記念バージョンが生産され、バンパー、ガソリンボトル、リアブロッカー、ウインチ、スターラップが付属した。わずか300台の限定生産だった[21]。

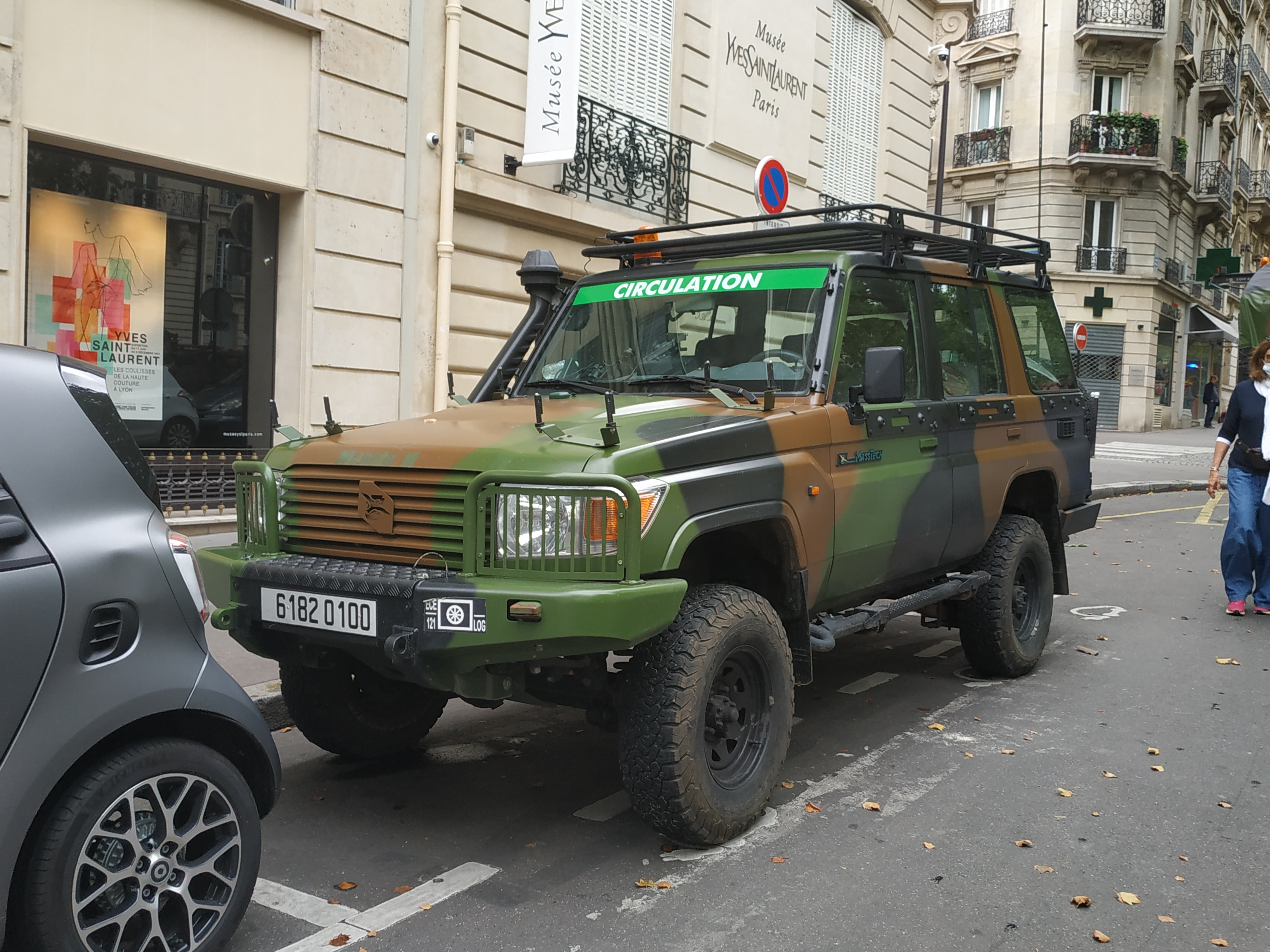
テクナム・マステックT4

- テクナム・マステックT4フランス陸軍ではプジョー・P4の後継として70系をベースとした「マステックT4」を選定した[22]。
- 2009年、ベネズエラのウゴ・チャベス大統領は、トヨタや他の自動車メーカーが地元企業との技術共有や一定のノルマを拒否した場合、同国にあるトヨタの工場を収用すると脅した。70系のランドクルーザーは、ベネズエラ全土で交通機関、警察、ベネズエラ国家警備隊に使用されている[23]。同じ頃、1FZ/1FZ-FEエンジンは、ボリビア、コロンビア、中東などガソリン車が販売されている市場では4.0L 1GR-FEに置き換えられた。また、安全ニーズの高まりを受けて、200系で使われていたエアバッグ付きウレタン製ステアリングと新しい意匠の樹脂製インストルメントパネルに変更された。
- 2012年、従来の2ドアピックアップの3,180 mmのホイールベースと、ワゴンボディタイプの4ドアと130リットルのシングル燃料タンクを組み合わせたダブルキャビンのHZJ79ピックアップボディタイプを導入した[24]。これと同時に、ABSの搭載も行われた。
- 2014年、日本で1年間の限定再販が行われた（後述）。
- 2015年、ランドクルーザー70は、アフリカ市場、特にモロッコへの輸出のため、2015年半ば以降、ポルトガルのオーヴァーにあるサルヴァドール・カエターノ社で改良型の生産を開始した[25]が、エンジンが欧州で排ガス認証を受けていないため、このモデルが欧州市場に再導入されることはない[26]。当初は5ドアのステーションワゴンとダブルキャブのピックアップが生産された。
- 2016年、オーストラリアの大手鉱山の労働組合が2016年以降、ANCAP（英語版）の最高安全レベルであるファイブスターを獲得した車両のみを使用すると公表。この声明による70系への希望を受けて、外観はそのままに、フレーム新設、ステアリング系、サスペンションアーム配置の見直し、ボディ関係の大幅補強など、プラットホームの大幅な見直しを図る。フレームは200系の構造を参考に、十分な強度を保ちながら衝撃を緩和する構造となった。さらに、VSC（車両安定制御システム）も装備し、ファイブスターを獲得した。
- 2022年、継続的な改良により、70系は安全および環境規制の強化に対応した。オーストラリア向けの2022年モデルは、ユーロ5の排出ガス基準を満たすとともに、フロントおよびサイドエアバッグを装備し、側面衝突の要件を満たすためにフレームを強化した。ランドクルーザー76ワゴンは、こうした安全性向上の恩恵を受けていち早く再投入され、2021年初頭には70系のオーストラリア個人向け販売台数の半分以上を占めるまでになった。

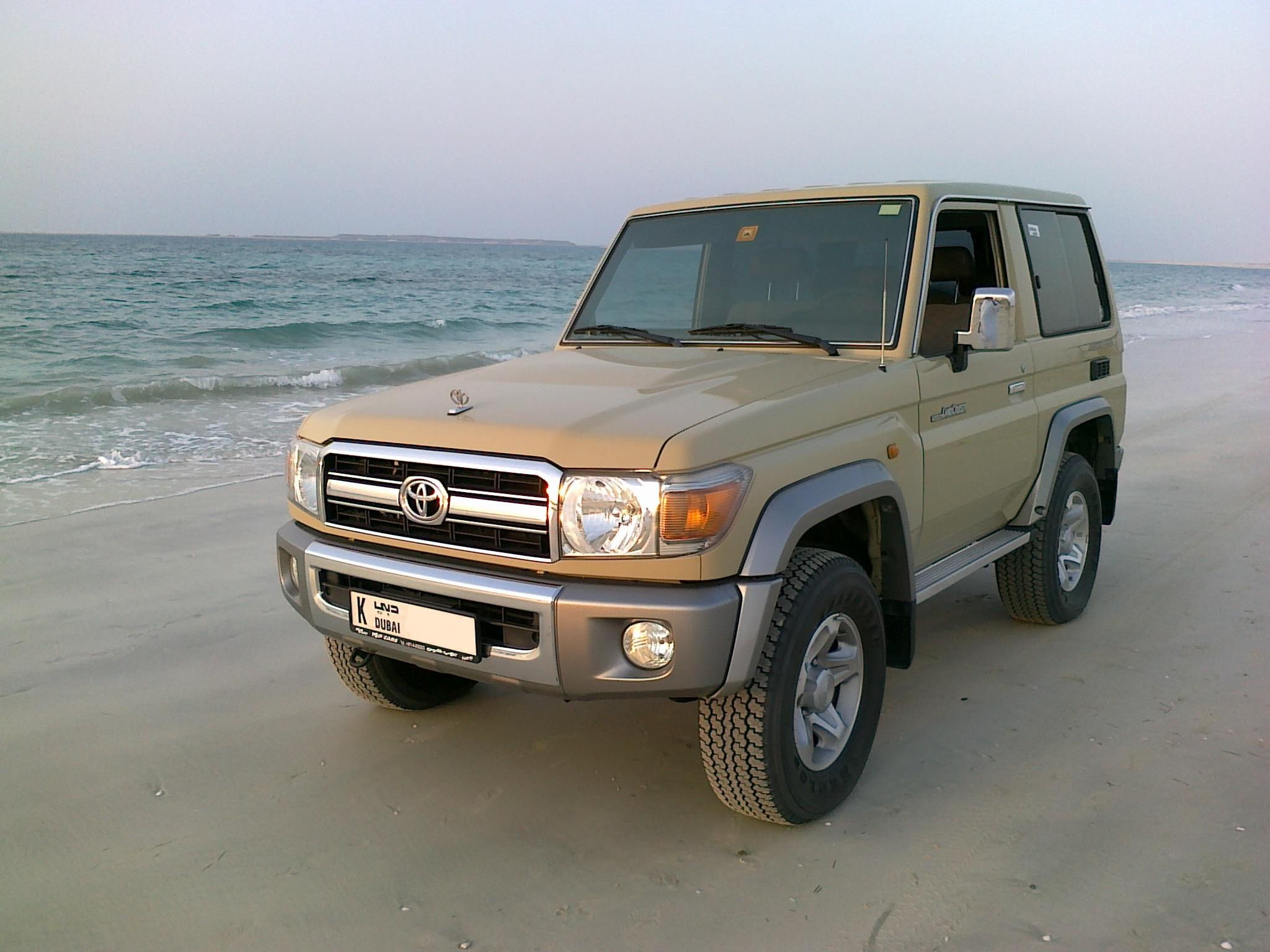
FZJ71LG/LV ハードトップ （中東向け）
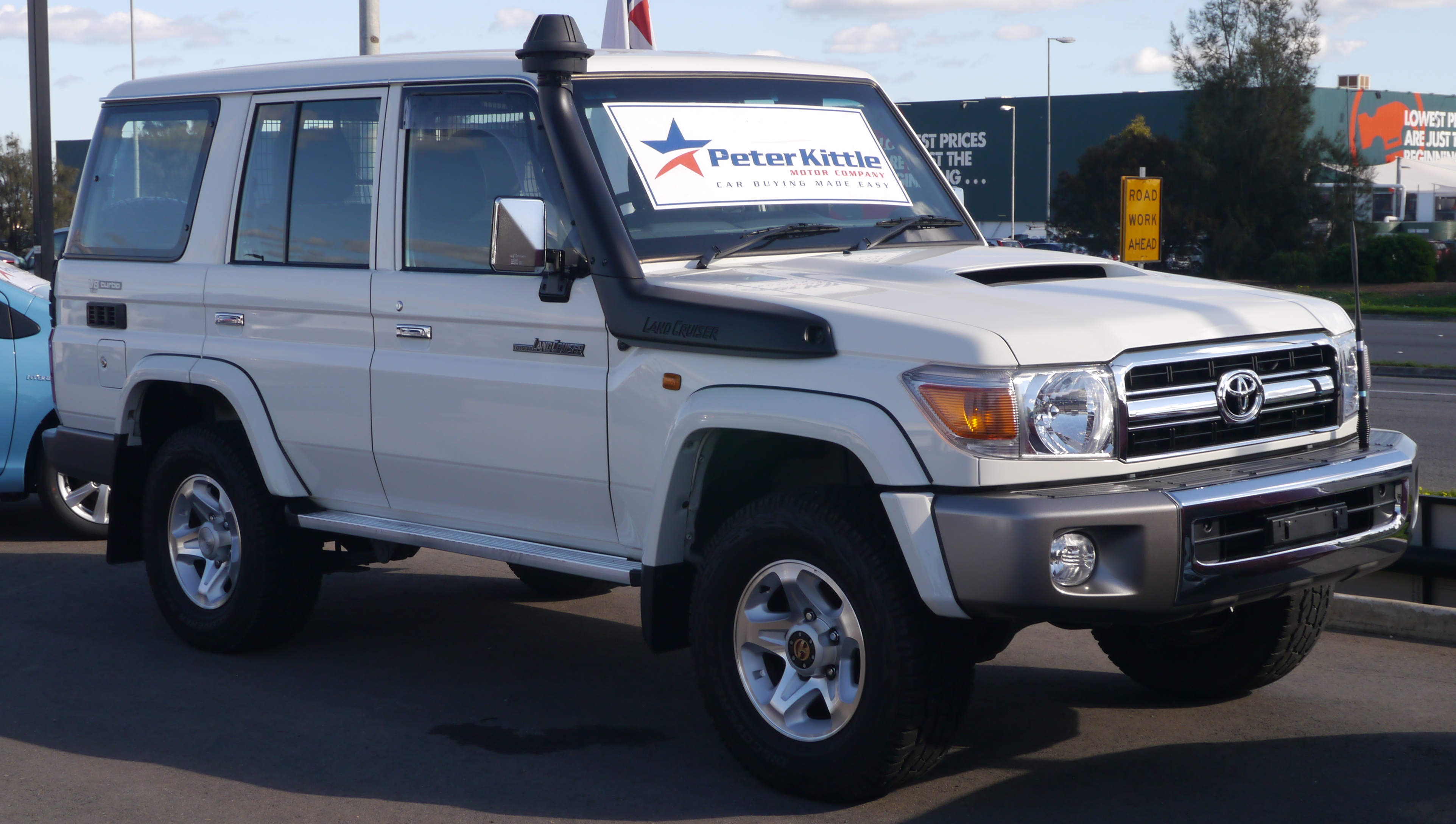
GXL 5ドアワゴン (VDJ76、3回目のフェイスリフト、オーストラリア)
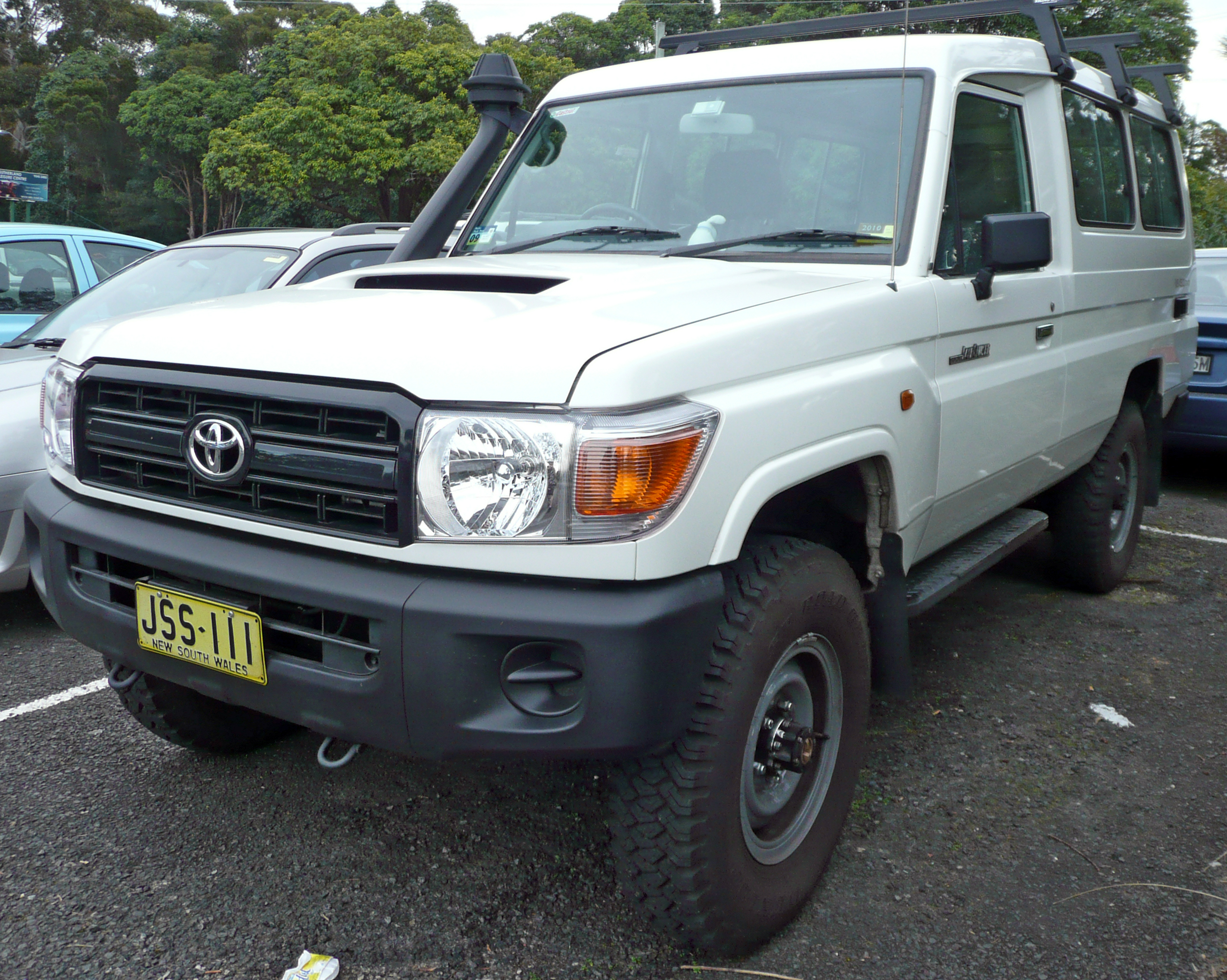
トゥループキャリア (VDJ78、3回目のフェイスリフト、オーストラリア)
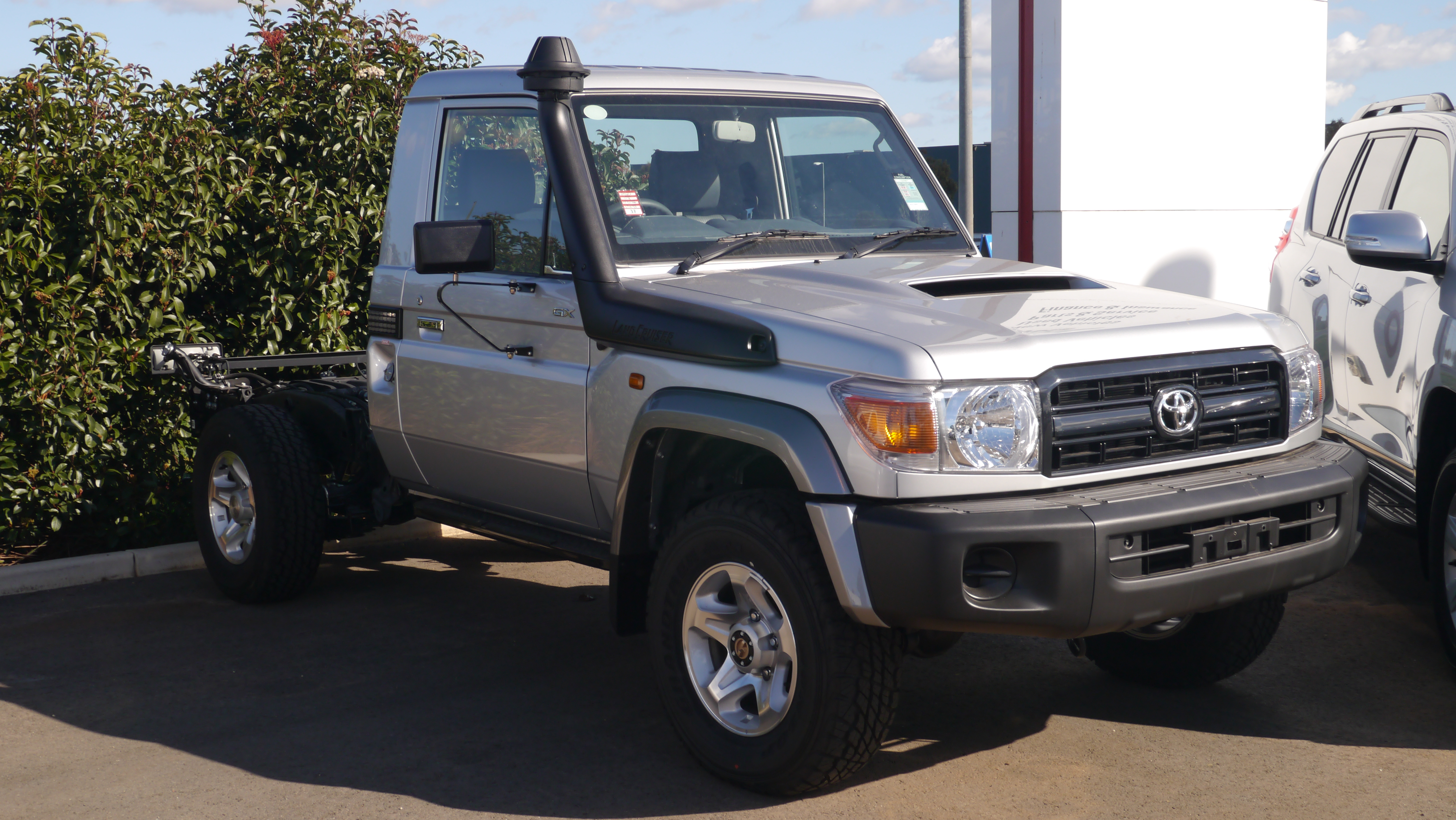
シングルキャブシャーシ (3回目のフェイスリフト)
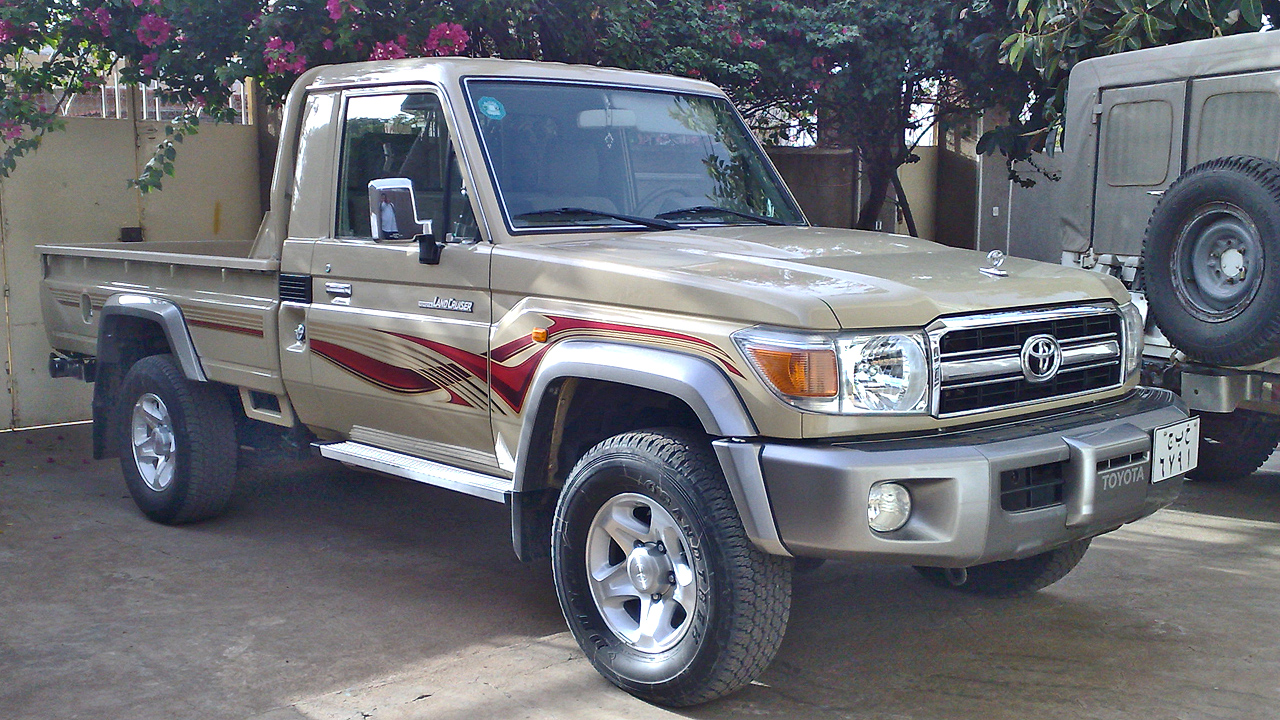
シングルキャブピックアップ (3回目のフェイスリフト)
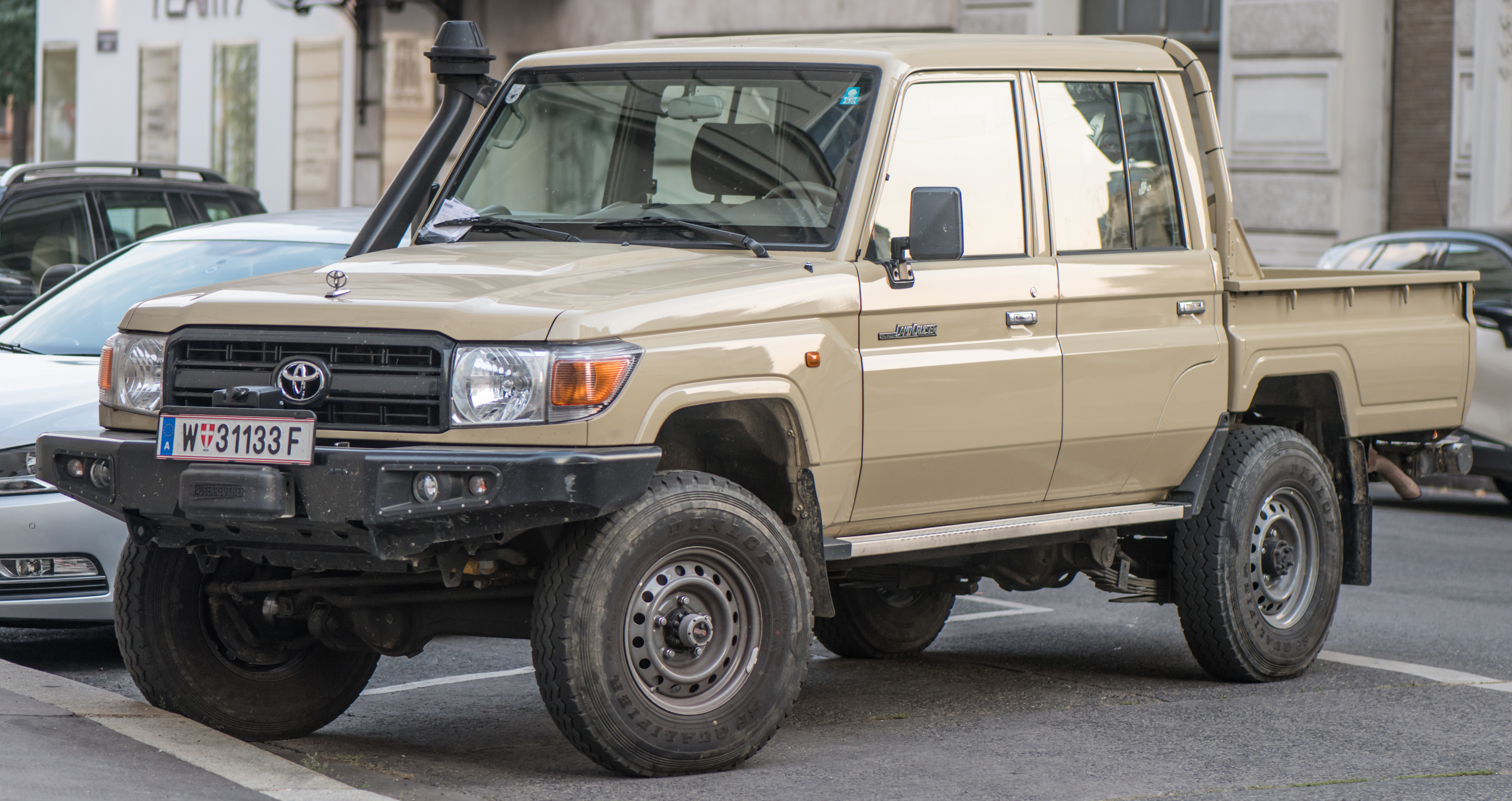
ダブルキャブピックアップ サブタンク付・中東向け 右は40系幌車のリア （HZJ79LP、3回目のフェイスリフト)
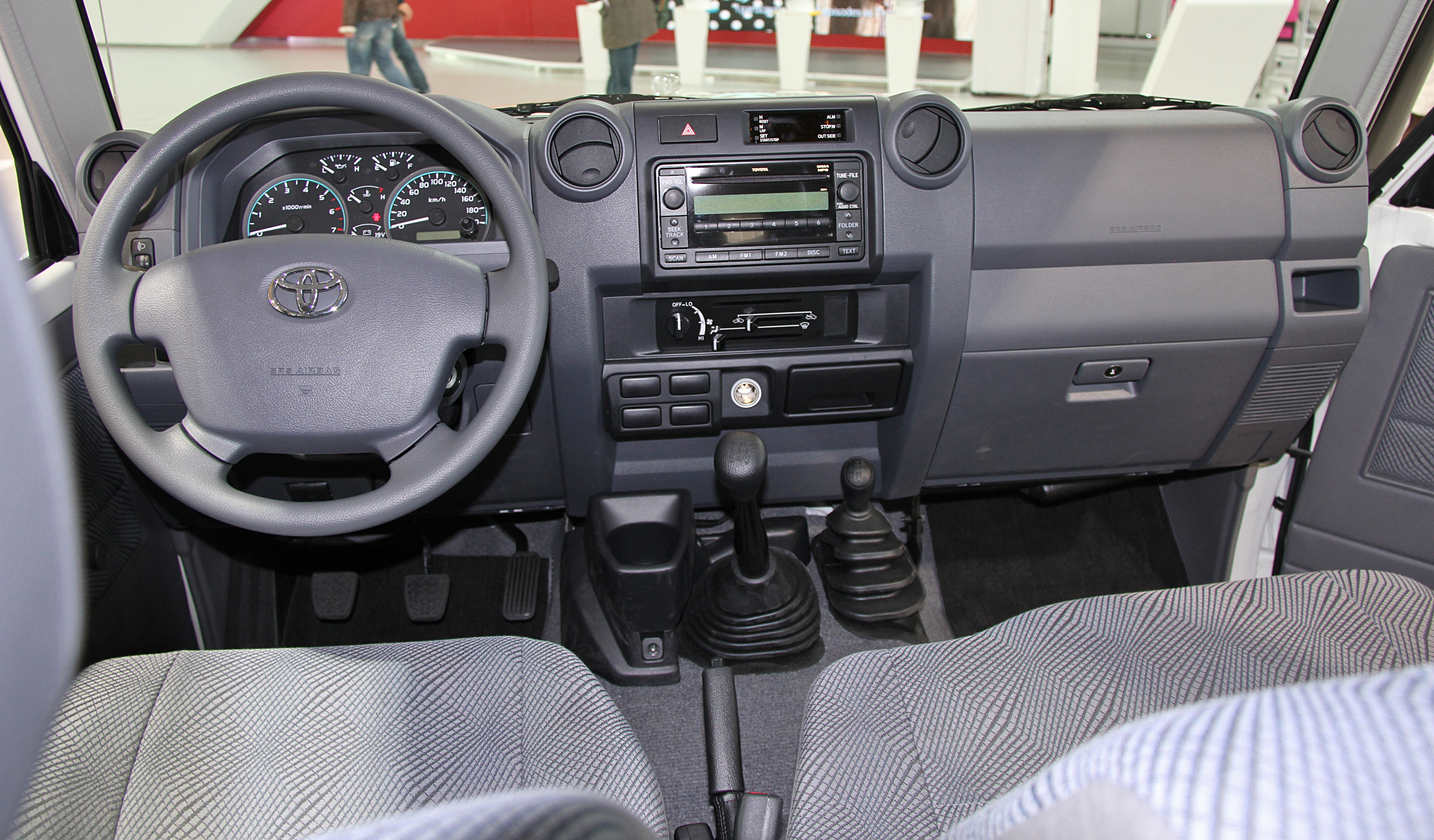
インテリア　(3回目のフェイスリフト)

#### 発売30周年記念復活モデル
2014年8月25日に"70"シリーズの発売30周年を記念して2015年6月30日生産分までの期間限定で約10年ぶりに復活した。日本国内で期間限定販売となった理由は、2015年（平成27年）7月26日以降の生産車両に適用される新保安基準に対応できないためである。30周年記念モデルとしての特別感に加えて、久々に登場したヘビーデューティーモデルということもあってか、9月24日時点では月販目標台数200台の約18倍にあたる受注台数となり、最終的には7,000台超の販売となった。2004年に生産終了となってもなお、ランドクルーザーの優れた「信頼性・耐久性・走破性」に多くのファンがいることがより明らかとなった。
ボディタイプはランドクルーザーらしいフォルムと高い居住性を実現する「バン（GRJ76K型）」に加え、最大600 kgの貨物を積載できる堅牢なデッキスペースを備えた、日本国内では初のダブルキャブ仕様となる「ピックアップ（GRJ79K型）」の2種類を設定した。
エンジンは日本国内向けでは初採用となるV6・4.0 Lの1GR-FE型に。軽量・コンパクト設計のアルミ製シリンダーブロック、吸気効率を高めるVVT-i、ACIS（2段階可変吸気システム）を採用することで「平成17年基準排出ガス50%低減レベル（☆☆☆）」認定を取得する環境性能と最高出力170 kW（231 PS）、最大トルク360 N・m（36.7 kgf・m）の動力性能を両立。トランスミッションは信頼性と操作性に優れた5速マニュアルを採用するが、2速と3速にトリプルコーンシンクロメッシュを組み込むことで滑らかなシフトワークを実現し、オフロード走行時の素早いシフトチェンジにも対応。駆動方式はトランスファーレバー操作による駆動モード切替が可能なパートタイム4WD（デュアルモードオートマチックロッキングハブ付）を採用。市街地や高速道路での走行には静粛性や燃費性能に優れた2輪駆動で走行し、不整地や雪路、急な坂道などを走行するときには路面状況に応じた2種類の4輪駆動に切り替えることで走破性を高めた。
また、時代の要請に合わせてフロントエクステリアやインテリアはより現代的なデザインとなる。フロントグリルやフードの形状を変更し、グリルに装着のエンブレムはトヨタのCIを用い、ヘッドランプはターンシグナルランプ一体型の異形タイプとなった。テールランプ本体はバンパーに備わる。この位置の変更については、やはり日本における法規上の問題であり、リアドアを開けた状態でもランプが点灯していることが確認できないといけないためである。このため従来テールランプがあった位置には、機能を果たさないダミーランプが取り付けられた。
インパネはオフロード走行時に車体の姿勢が把握しやすいように水平基調のストレートデザインとすることで機能性を確保。両側フェンダーには「30th ANIVERSARY」と書かれた専用エンブレムを装着し、キーボックスや車検証入れは本革仕様とした。併せて、運転席・助手席SRSエアバッグやABSを標準装備している。
30周年記念復活モデルで設定されたボディカラーはバン・ピックアップとも7色で、「ホワイト」「シルバーメタリック」「グレーメタリック」「ダークレッドマイカ」「ブルー」「ベージュ」「ベージュマイカメタリック」が設定された。
尚、ピックアップの新車装着タイヤは一般市販車として採用されることが希少となった鉄リングホイールのチューブ入りタイヤである。

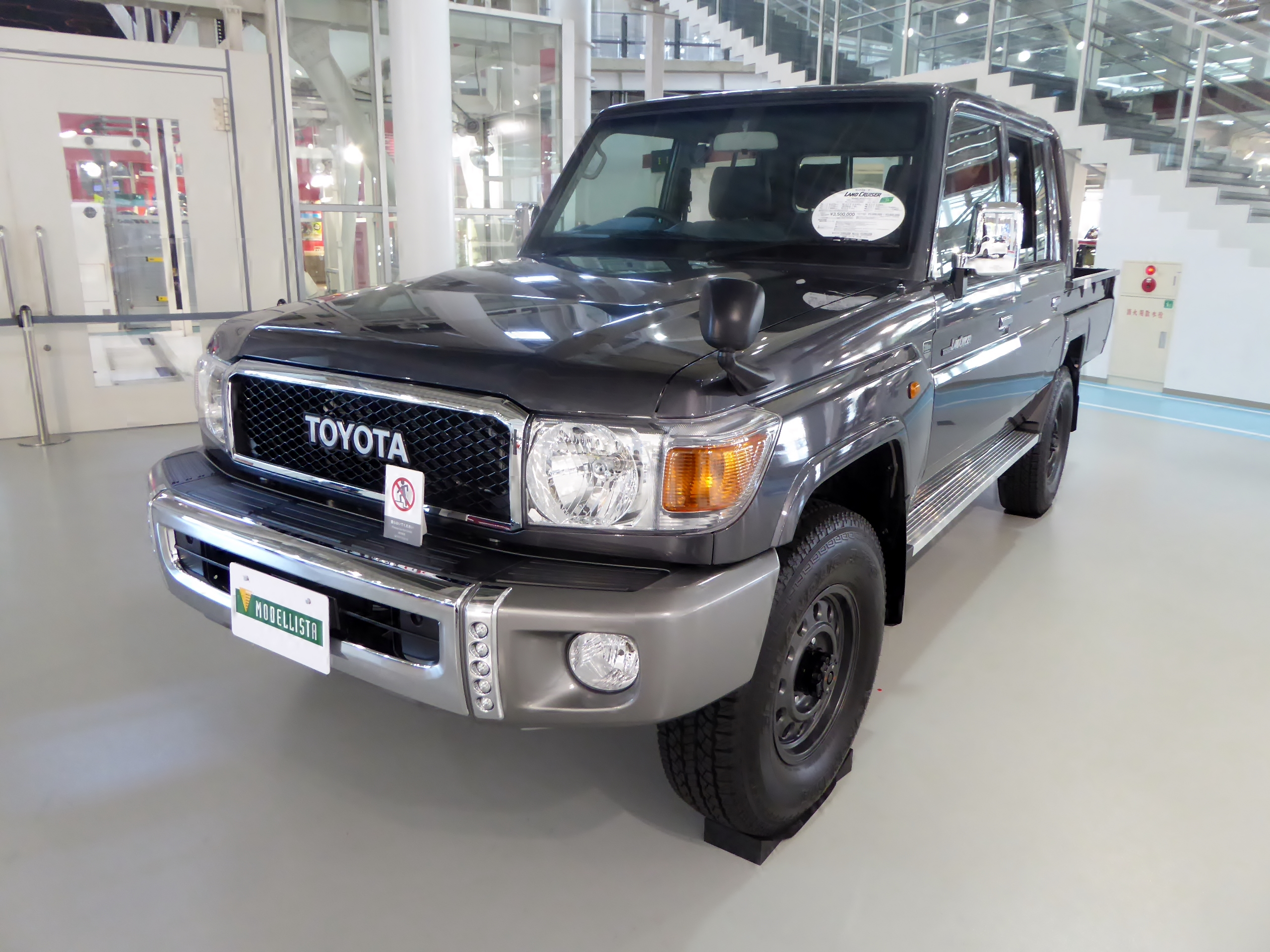
ピックアップ（モデリスタバージョン）
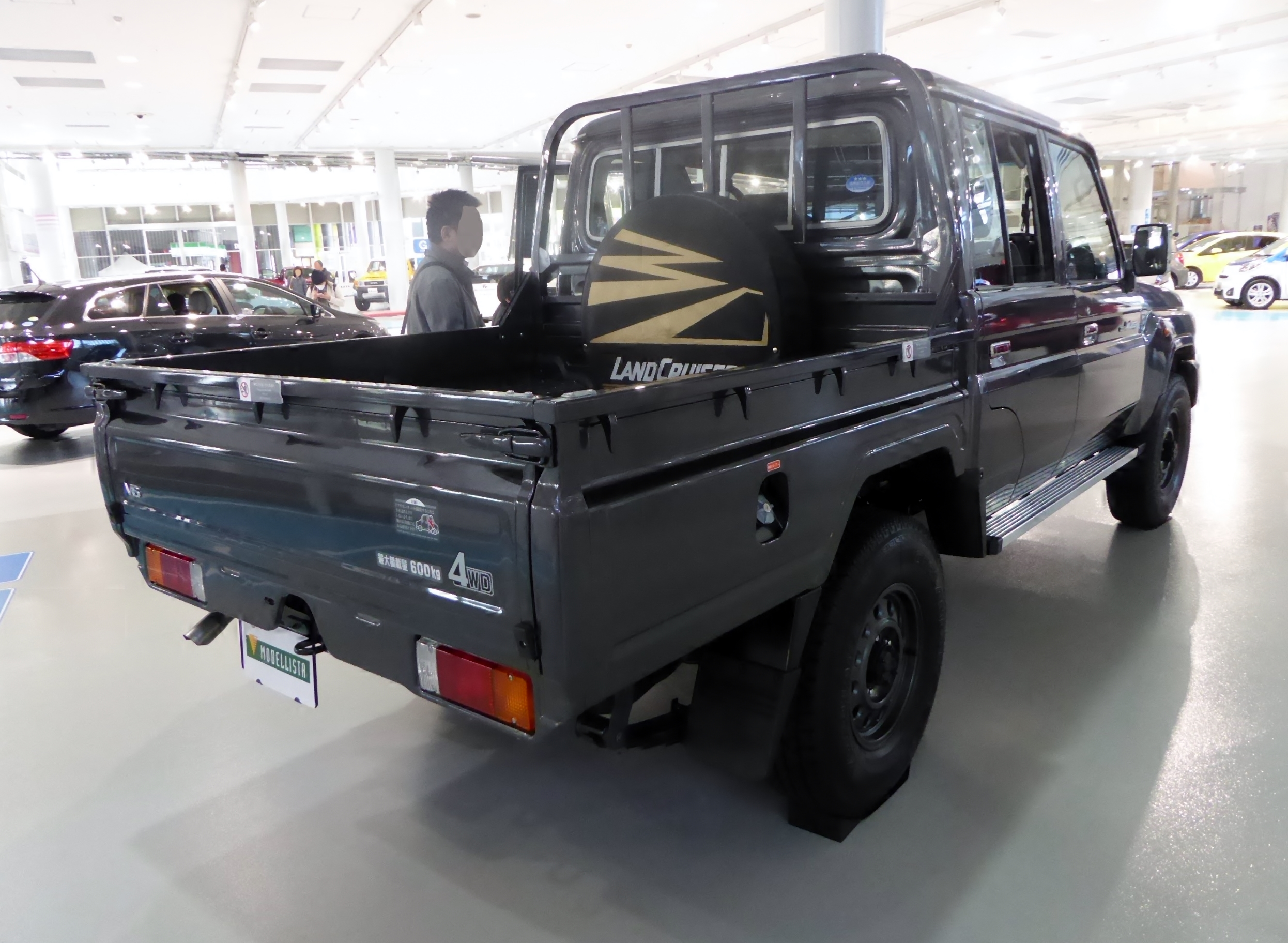
ピックアップ リア（モデリスタバージョン）

### 第3世代
パワートレインに1GD-FTVエンジンが追加された。
オーストラリア仕様のグレードはWorkMate（76ワゴンに1VDの組み合わせがない）、GXL（DXL）、GX（DX）（71ショート及び79シングルキャブにのみ設定）

#### 第2世代モデルとの違い
- オーバーフェンダーが装備されている（ジブラルタルトヨタモデルを除く）
- ウィンカーが独立している
- ボンネットが大きく膨らんだ形となった
- （一部モデルを除いて）デイライトが装着されている

#### 日本復活モデル
2023年8月2日に250系の世界初公開とともに、同年冬に70系を約8年ぶりに日本へ再導入されることが発表され、プロトタイプと概要が公開された。
日本では2度目の再販であるが、その理由は開発主査の小鑓によると、「トヨタ自動車にとって生活や仕事を支えるクルマであってほしいという目的で作られた」とのことで、トヨタが最初に考えたDNAを一番色濃く受け継いでいるランクルシリーズの幹の部分であることから、日本における復活計画を地道に考えていたものが実現したということである。
同年11月29日、日本で正式発表され、同日より発売された。ボディは30周年記念モデルのバンと同じ4ドアボディとなっているが、全長は80 mm拡大されている。
設計思想としては、次の3つを重視している。
1. なるべく変えない
2. 変えるなら最小限
3. 変えたなら前回の性能を超える

これらの思想を踏まえて、以下のような改良が行われた。
エンジンは発売当初のモデルや発売30周年記念モデルよりも排気量が大幅にダウンサイジングされ、日本国内でのヘビー系では2004年の販売終了以来、約19年ぶりとなるディーゼルエンジンとなり、2.8 L ターボ仕様の1GD-FTV型を搭載。ガソリンエンジンを搭載する30周年記念モデルよりも最高出力は低下したものの、排ガス規制への対応や燃費の改善も図られており、最大トルクは140 Nm向上した。オーストラリアでの試験走行でその牽引能力の高さを確かめたところ、エンジンとATがすぐにオーバーヒートするという課題が浮き彫りになった。そこで、冷却システムを担当するチームが冷却に必要なラジエーターの面積を割り出した結果、従来設計のサイズでは入りきらないことが明らかとなった。さらにはアプローチアングルの確保の都合で、拡大する範囲は上に伸ばすしかないと判断され、面積を稼ぐために9度傾けて配置した結果、後述の通りにフロントの意匠が変わった。また、エンジンルームを冷やすファンの直径も大きくなった。
トランスミッションは国内外のAT免許取得率が向上した影響で、ヘビー系モデルでは初となる6速AT（6 Super ECT、フレックスロックアップ付スーパーインテリジェント6速オートマチックトランスミッション）へ変更された。「Mポジション」に設定すれば選択したギアに固定され、エンジンブレーキをかけやすくなったりMT同等の変速ができるようになったりする。またエンジンの特性上、ATと組み合わせることで今までのV型8気筒エンジンを超えるパフォーマンスが出せることが期待できたことも影響している。ミッション本体はプラドからの流用となるが、牽引能力を考慮して内部プログラムは低速域に厚みを持たせるように特性が変更され、低速を有効に使えるようにマッピングしている。また、ミッション本体が傾いても内部を循環しているATフルードが傾かないよう、本体が傾いても中が傾かないような構造が新しく設計された。
エンジンの音がホイールハウスから漏れ出たり、デフ付のリジッドアクスルが振動することで、騒音の問題も抱えていた。しかし構造上、通常の騒音対策手段である防音カバーは車体に装着できなかった。そこで騒音規制をクリアするために、エンジンとトランスミッション部分に防音処置を模索すべく、合同の騒音対策チームを結成し、下部にカバーを付けずとも低騒音技術を導入できた。直列4気筒エンジンに変更したことで起こるようになった振動への対策には、振動がボディ全体に伝わりにくくするようバランスシャフトを入れたりマウント調整をしたりといった工夫がされている。
ラダーフレーム構造や、標準化された電動デフロックに代表される強靭さ、悪路走破性を高める機能に加え、ビークルスタビリティコントロール（VSC）、アクティブトラクションコントロール（A-TSC）、ヒルスタートアシストコントロール（HAC）、ダウンヒルアシストコントロール（DAC）といった駆動力や制動力を制御するシステムが備わった。デフ比はプラドと異なり、約10%ローギア化している。
サスペンションは乗り心地重視の改良が行われた。特にリア側の車軸式半楕円リーフスプリングは、従来の6枚から2枚に減らして摩擦を軽減し、ばね定数を小さくしてボディの揺れを少なくした。また、スポーツカーと同じ思想でばね下重量を減らしておき、ロングテーパー技術を採用した。フレーム下にはSCR排気管を守るアンダーガードが70系で初めて装着、ボディパネルは床下外にブレーズを追加および改良がされ、フロアの強化が行われた。
| Bi-Beam LEDヘッドランプ（左）、AdBlue投入口（右） |  | Bi-Beam LEDヘッドランプ（左）、AdBlue投入口（右） |
| Bi-Beam LEDヘッドランプ（左）、AdBlue投入口（右） |  |                                                   |

外観は1984年式モデルを彷彿とさせる丸形ヘッドランプ、メッシュタイプのフロントグリル、フロント中央に配した「TOYOTA」ロゴで構成されたオフロード車らしいフロントフェイスへ回帰するとともに、ヘッドランプにBi-Beam LEDを採用するなど、細部がアップデートされた。これに伴ってターンランプも分離する形となり、フェンダーよりも内側に配置され、整備性を向上させることに貢献した。グリル横には、障害物などにランプが当たらないためのガードが設置される。また、冷却性能を高めるべく開口部を大きくとり、歩行者保護の観点を汲みつつエンジンを収めるためにフードを大きくしながら誰でも簡単に扱えるよう固定位置の高さを見直し、AdBlueを入れるタンクを増設した。加えてバンパーも歩行者との衝突安全を考慮し、構造変更を伴う新型バンパーが採用された。この結果、フロント周りの意匠が大幅に変更された。その他にも変更点を最小限に抑えるさまざまな工夫が凝らされた。
ボディカラーはランドクルーザーを象徴するヘリテージカラーであるベージュに、白系のスーパーホワイトIIと黒系のアティチュードブラックマイカを加えた3色展開となる。深めのドリンクホルダーやUSB Type-Cポートなど、最新車種と同様の快適装備を備える一方で、40系を意識したメーターデザインやマニュアルエアコンが備わるなど、あえてクラシックモデルをオマージュした要素も取り入れられている。
助手席側のグリップは格納式となり、後席側のグリップも丸みを帯びたものに変更された。リアシート側の中心席のシートベルトを2点式から3点式に変えたことで、安全性が向上した。一方で、使える荷室空間はなるべく変えずに乗り心地を良くすることを考えて、300系の骨格を改良したタンブル構造の6:4分割可倒式リアシートを採用した。このリアシートは高反発クッションを内蔵し、26度のリクライニングが可能である。
安全性能では、ヘビー系モデルでは初となる予防安全パッケージ「Toyota Safety Sense」が導入され、プリクラッシュセーフティ（歩行者[昼夜]・自転車運転者[昼]検知機能付衝突回避支援タイプ/ミリ波レーダー+単眼カメラ方式）、ロードサインアシスト（RSA）、発進遅れ告知機能（TMN）、レーンディパーチャーアラート（LDA）、オートマチックハイビーム（AHB）の5つの装備で構成されている。また、コンライト（ライト自動点灯・消灯システム/ランプオートカットシステム）やドライブスタートコントロールも備わったほか、インナーミラーは車両後退時には車両後方の映像と固定ガイド線が表示されるバックモニター内蔵型自動防眩となった。
| テールランプ（左）、ビス止めされた金属製カバー（右） |  | テールランプ（左）、ビス止めされた金属製カバー（右） |
| テールランプ（左）、ビス止めされた金属製カバー（右） |  |                                                      |

かつてテールランプがあった位置には金属製のカバーがビス止めされている。2014年モデルの時点でこの部分のランプはダミーであったが、今回のパッケージングにおいては車両自体の本質から考えてダミーランプは不要と判断され、整備性を高めるためにパネルに置き換えたとされる。
エンジンが250系と同等となるため、日本国内のヘビー系モデルでは初となる3ナンバー（乗用）登録となる。グレードは70ヘビー系で初となる「AX」のみのモノグレード展開となる。
| 海外専売車種の71ショート・LX |  | 海外専売車種の71ショート・LX |
| 海外専売車種の71ショート・LX |  |                              |

ジブラルタルトヨタで販売されている同型モデル（GDJ76L/R）は、日本仕様と一部の仕様が異なる。代表的なところでは純正オーバーフェンダーやシュノーケルの有無であるが、サイドアンダーミラーの有無、テールランプの配置やバンパーの素材、ヘッドランプの種類も異なる。ジブラルタルトヨタをはじめとする海外モデルは、テールランプが従来通りリアフェンダーに近い位置で、一部金属製のバンパーに反射材のみが埋め込まれている。加えてジブラルタルトヨタモデルには、ヘッドランプは全車に丸目のハロゲンランプが備わっている。また、ホイールのデザインも異なる。

## 消防車仕様
民間車両としては非常に耐久性と悪路走破性が優れており、価格も抑えられるメリットもあることから、ランドクルーザーは警察などのパトロールカー、輸送車、救急車、軍事車両といった多くのはたらく車のベース車両になっている。その中でも消防車については、世界の様々な場所で活躍しており、日本もまたそうであった。
改造は60系などの一部のステーションワゴン系にも見られるが、主に消防指揮車やポンプ車としての用途が多い。日本の場合、前者はボディを赤く塗って赤色灯や拡声器などを取り付け、バッジを桜紋に取替えただけであるが、後者はロングホイールベース（75ピックアップ）やスーパーロングホイールベース（79ピックアップ）の車両に、大型ポンプ本体やステップが搭載されたものである（BD-Iタイプ）。
ボンネット型のポンプ車は、はしご車よりも小回りが利く。またキャブオーバーと比べて、正面からの衝突安全がある程度保証される。またトラックの四輪駆動シャーシと比べて走破性が高く、山間部での配備も多かった。40～60系は海外への流出も含めてほとんど姿を消したものの、70系は依然として現役で活躍している地域もある。しかし70系は、日本での2004年の販売終了までに消防車用シャーシの生産も終了したため、やはり減少傾向にある。
役目を終えた消防車はアフターマーケットにて販売されることがある。愛好家によってはその国の法規に触れない程度の改造を施した上で、ほぼそのままの仕様で乗る場合もある。もしくは消防車をベースに乗用車としての機能を取り戻すような改造が行われる。改造の例は、消防車をベースに78プラドのボディを延長架装したリムジン仕様などがある。

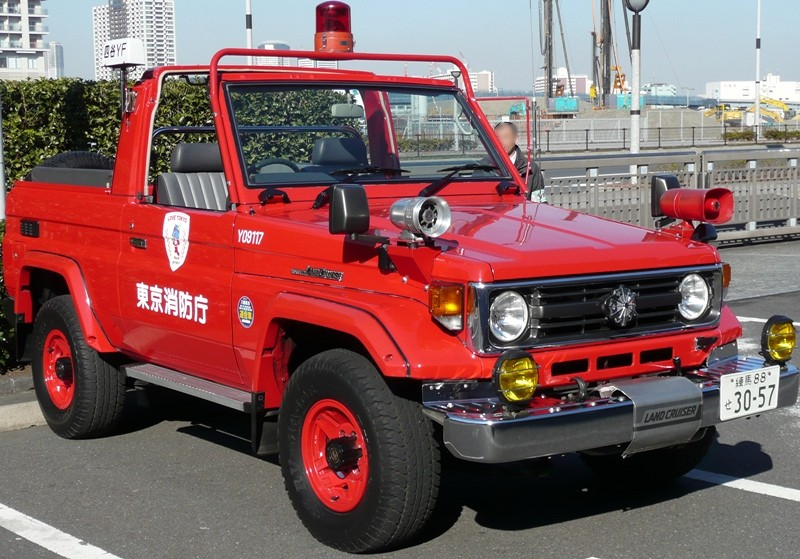
HZJ73消防指揮車 ミドル ソフトトップ4.2LX 東京消防庁仕様
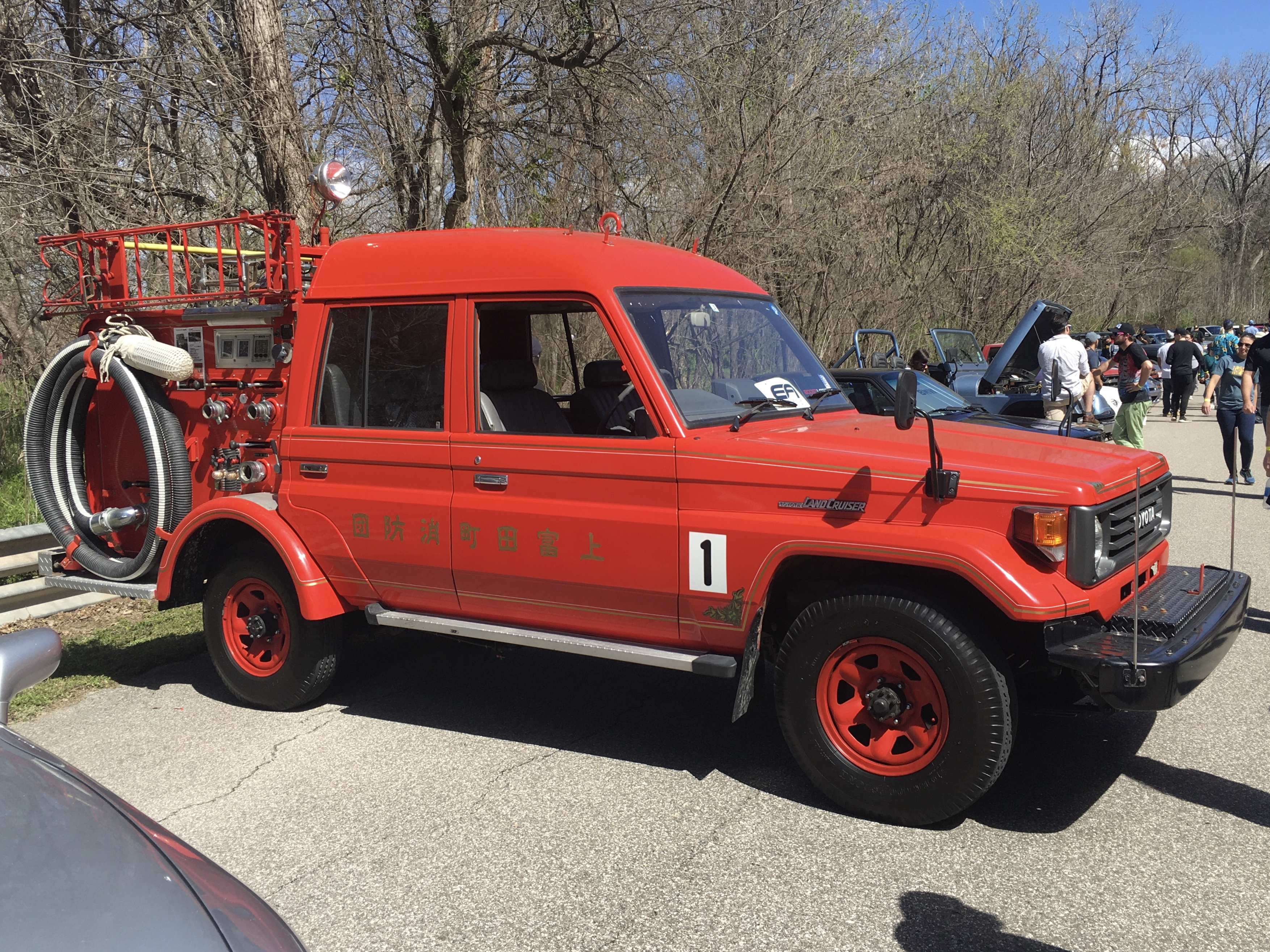
HZJ75ポンプ車 ロング ハードトップ 日本国内・非一般向けモデル
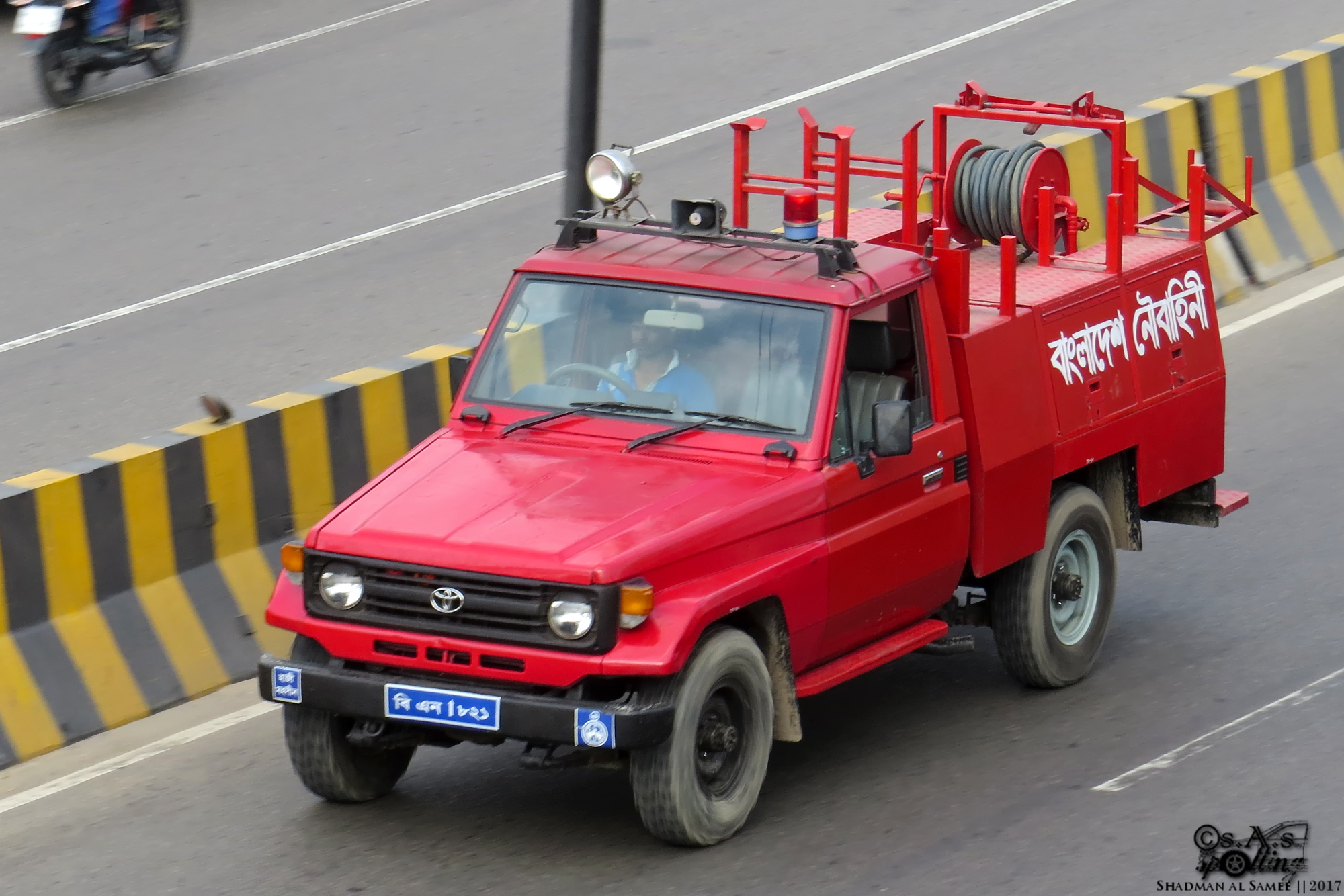
バングラデシュの消防車
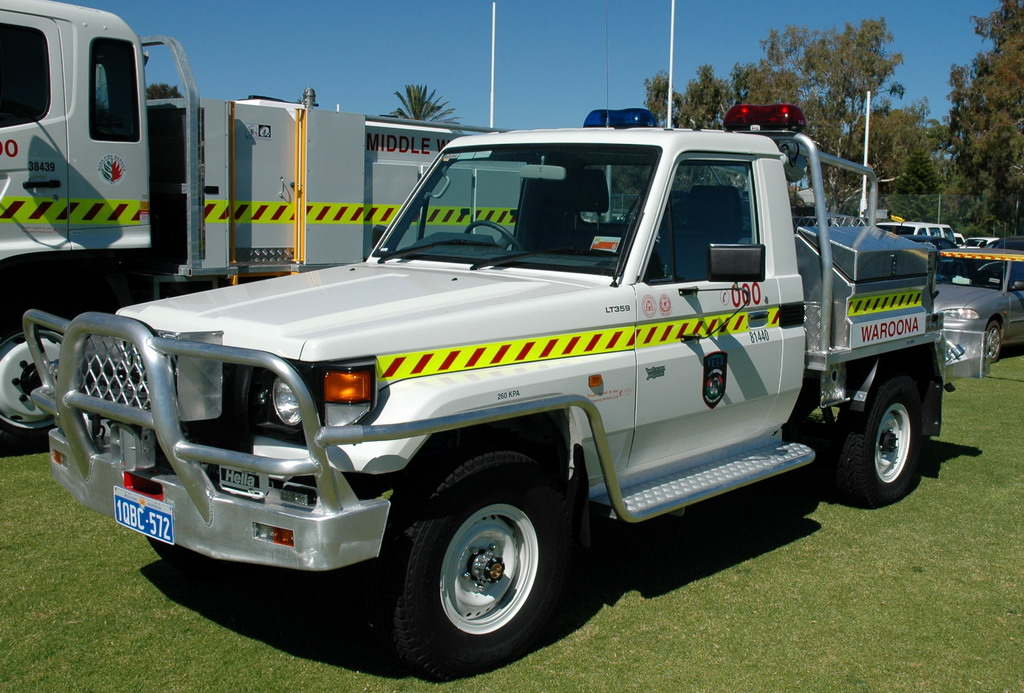
オーストラリア西部消防救急局のライトタンカー
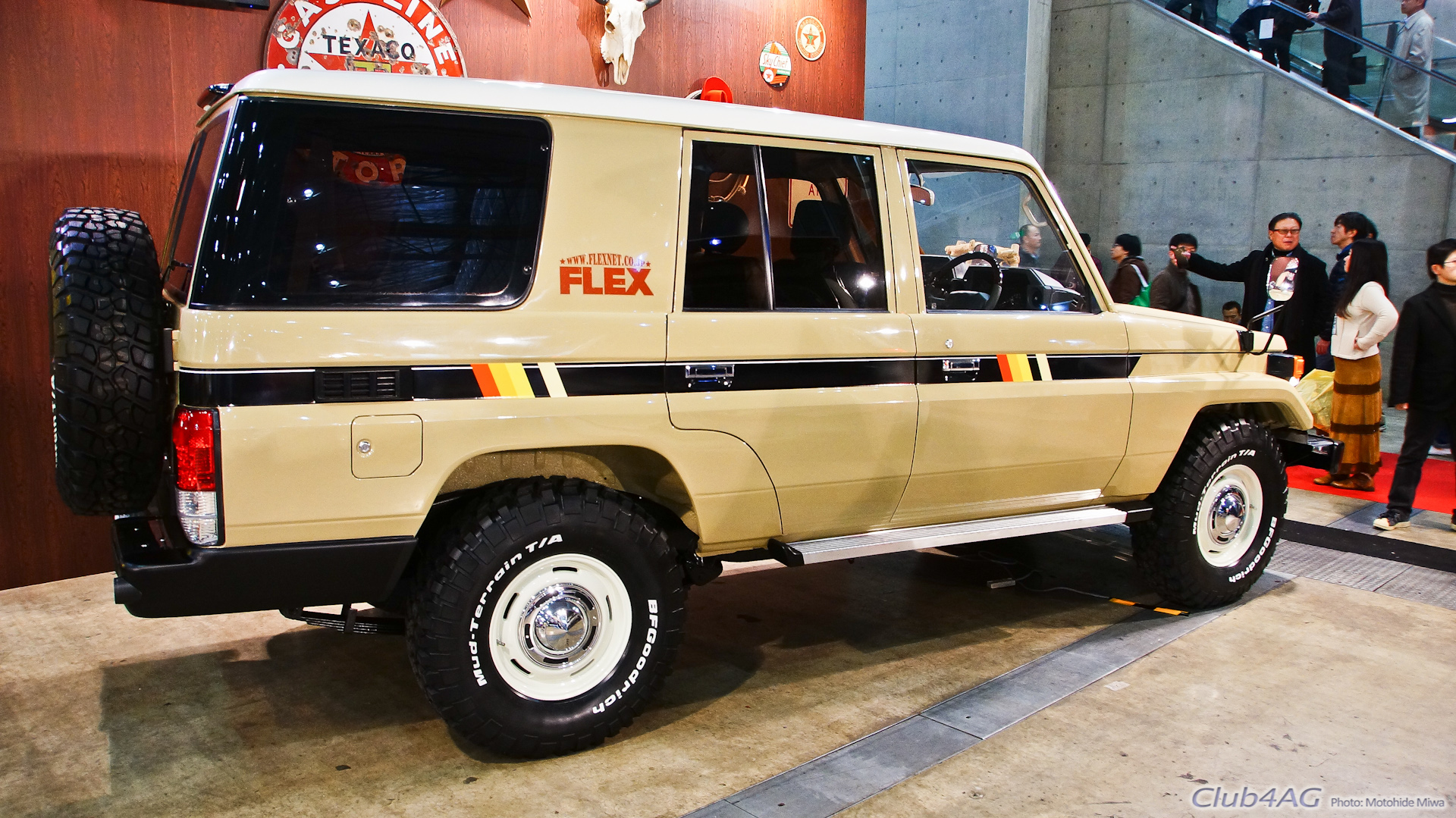
フレックスによる消防車ベースの改造車「FLEX CUSTOM LANDCRUSER75L」

## アル・タラブ

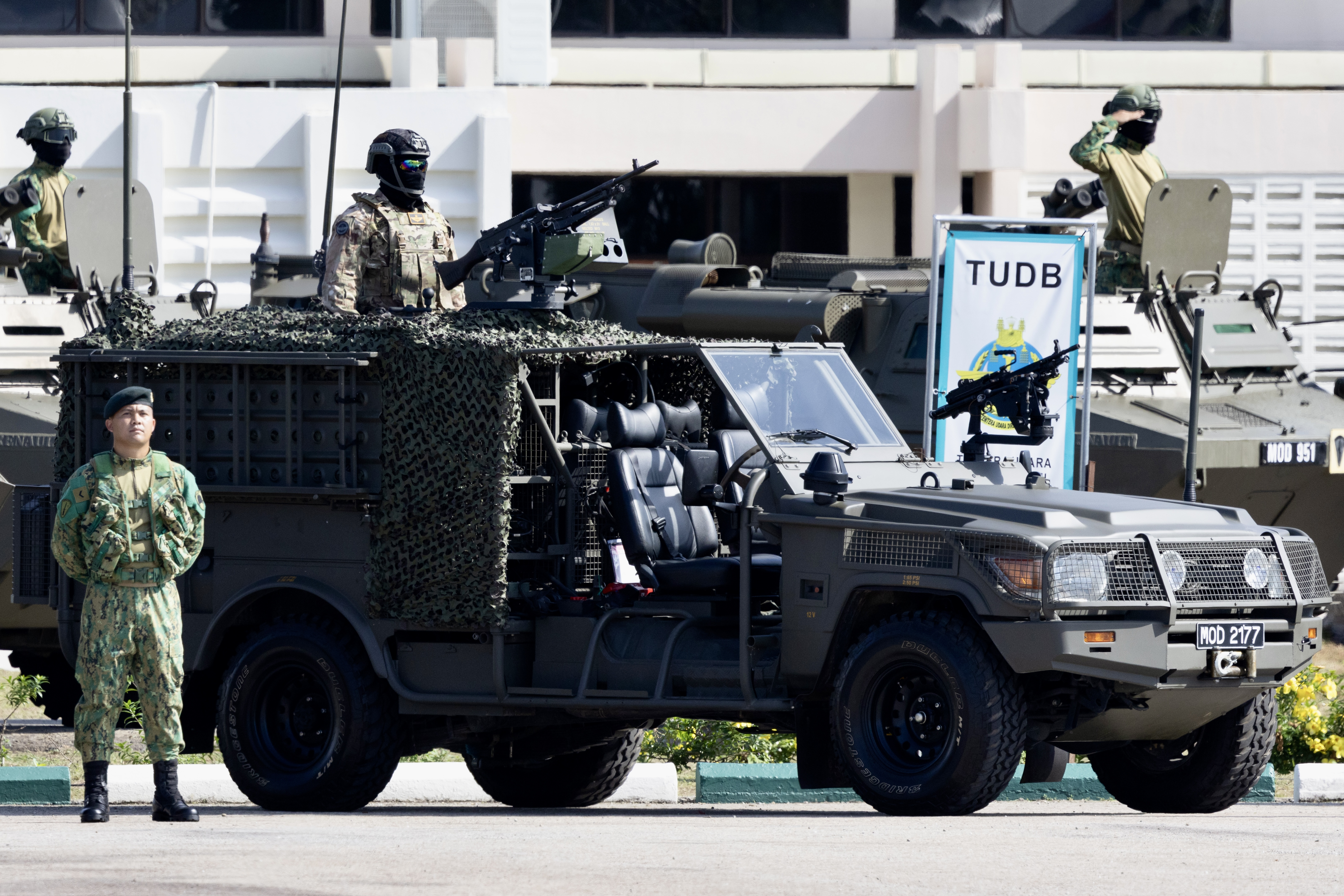
2024年6月1日のブルネイ王立国軍（RBAF）創設63周年記念式典にて撮影

1999年、英国のエンジニアリング会社であるヤンケルは、ヨルダンのアブドラ国王設計開発局（KADDB）と共同事業を開始した。ヨルダン軽車両製造（JLVM）合弁事業は、当初10,000平方メートル（110,000平方フィート）の自動車工場で、ヤンケルが英国で設計した防護車両や軽戦闘車両の製造コストを削減できるようにするためのものだった。JLVMの開設後すぐに、ヤンケルは装甲が強化された様々なランドクルーザー79のロングホイールベース車両の製造を開始し、2000年にはランドクルーザー79の防衛仕様を提供する契約を国連から獲得した。
2000年、ヤンケルは有能で信頼性の高いパトロールプラットフォームを提供するため、長距離哨戒車（LRPV）の設計を開始した。世界中のほとんどの国で一般的であること、電子管理システムに過度に依存していないこと、機械部品が基本的な設計であり、標準的な自動車部品で現場での修理が可能であること、シャーシの重量積載能力が高いこと、遠隔地での長期間の現場での維持が可能であり、サポートが限られているか、サポートがない車両であることから、ランドクルーザー79のシャーシベースが選択された。 パトロール任務、国内安全保障、偵察、国境警備隊向けに設計され、英国とヨルダンで実地テストが行われ、2005年から生産が開始された。アル・タラブは、基本形態で最大4人の乗組員、1,700 kgの機材を収容でき、3つの発射基地、2つの無線用基地局、さまざまなパワーテイクオフを装備している。後部に2つの担架を装備した医療搬送用、中距離（1,500 km、930マイル）用、コマンド型などのオプションがある。2002年にキネティックによって検査され、その後イギリス政府への販売が承認された。 2004年、ヨルダン軍は最初の発注を行い、2006年から初期納入を開始し、現在では200台以上を保有している。モーリタニア軍は2006年からアル・タラブLRPVを運用している。2016年、イギリス特殊部隊がシリアでアル・タラブを使用しているのが目撃された。